# リューネン
リューネン (ドイツ語: Lünen, ドイツ語発音: [ˈlyːnən] ( 音声ファイル)) は、ドイツ連邦共和国ノルトライン＝ヴェストファーレン州アルンスベルク行政管区のウナ郡に属す都市である。同郡最大の都市であり、ヴェストファーレン＝リッペ地域連合およびルール地域連合に加盟している。かつては郡独立市であった人口約86,000人のこの街は、現在、中級中心都市となっている。ルール地方の北東でミュンスターラントの南端に接するその位置から、工業と同時に農業も盛んである。リューネンは1476年から中世のハンザ同盟の加盟都市であり、現在は近代ハンザ同盟の成員となっている。

## 地理

### 位置
リューネンは、ドルトムントの北 15 km に隣接し、ミュンスターラントとヴェストファーレン盆地のヘルヴェークとの境界に位置している。西はレックリングハウゼン郡のヴァルトロプ、北はゼルムおよびヴェルネ、東はベルクカーメンおよびカーメンと境を接している。ゼルム以下の4市は、リューネンと同じく、ルール地域連合に加盟するウナ郡に属している。このためリューネンはルール地方の都市に数えられるが、市域北部（アルトリューネン）は歴史上ミュンスターラントに隣接しており、農業が主体である。
市の南部を流れるダッテルン＝ハム運河（かつてはリッペ＝ザイテン運河とも呼ばれた）の他にも、特に内市街を流れるリッペ川（2018/2019年の「今年の川辺」に選ばれた）によって都市景観が決定づけられている。また、ゼーゼケ川は何度も流路の改修工事が行われた後、1934年に内市街の南東でリッペ川に合流する現在のルートとなった。
現在もローマ＝カトリックのミュンスター司教区（北側）とパーダーボルン大司教区（南側）との境界は、リューネン市内を流れるリッペ川とされている。
いくつかの地域では、開発はかつての炭鉱の影響を強く受けており、そのための被害も起きている。特にリューネン南部がこれにあたる。
リューネン＝ノルトのブーヒェンベルク、ヴュステンクナップ、ノルトリューネンのフォーゲルスベルクなど、わずかな隆起があるものの、丘陵や山であるとは認識されておらず、密に建て込んでいる。

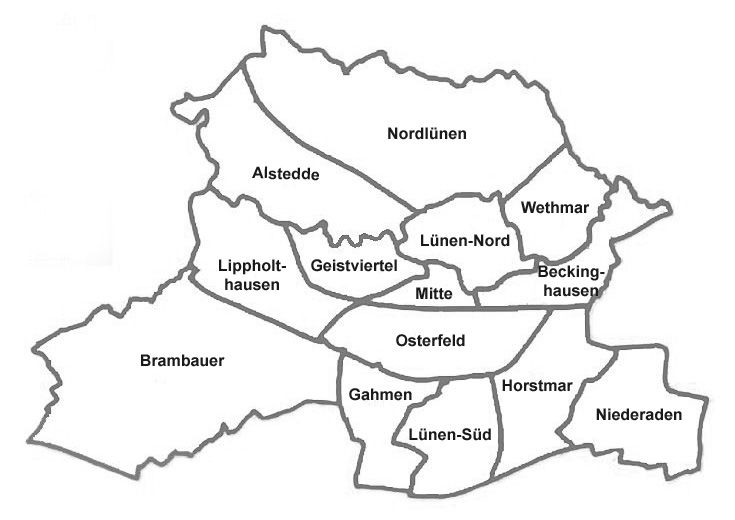
リューネン市区図

### 市の構成
リューネン市は、ノルトライン＝ヴェストファーレン州の他の都市とは異なり、行政区分である「オルトシャフト」の形態を取らず統計上の区分である「ベツィルク」によって構成されており、これが同時に「オルトシャフト」や「シュタットタイル」の機能を果たしている。リューネンの急速な発展に伴い、統計上のベツィルクの数は何度も増加した。リューネン市は2004年から14のベツィルクで構成されている: リューネン＝ミッテ、ガイストフィールテル、オスターフェルト、リューネン＝ノルト、ベッキングハウゼン、ニーダーアーデン、ホルストマール、リューネン＝ジュート、ガーメン、ブラムバウアー、リップホルトハウゼン、アルシュテッデ、ノルトリューネン、ヴェトマールである。最後の3地区は、1973年までミュンスター行政管区旧リューディングハウゼン郡でアルトリューテンという町を形成していた。
統計上のベツィルクの人為的な境界（境界変更）により、歴史的な発展した地域はかつての地域の境界と範囲が一致しなくなっており、多くの時代錯誤的誤りを引き起こした。たとえば、ホルストマールはシュヴァンスベル城やリッペ川にまで及ぶ広い範囲を元々含んでいたのだが、その約1/3を新たに設けられたベツィルクであるオスターフェルトに渡さなければならなかった。ホルストマールの鉄道分岐点はホルストマールにはなく、統計上はオスターフェルトに含まれるのである。ホーフ・シュルツ＝ガーメンとガーメナー・ホーフラーデンはガーメンではなく、オスターフェルトに含まれる。グート・アルシュテッデはアルシュテッデではなくノルトリューネンの一部である。ホルストマールのプロイセン炭鉱にちなんで名付けられたダッテルン＝ハム運河のプロイセン港はホルストマールではなくリューネン＝ジュートである。サッカークラブ TuS ヴェストファーリア・ヴェトマール e.V. はヴェトマールではなくノルトリューネンで活動している。ヴェトマール・クラインガルテン協会も同様である。
いくつかの大きな中心（ブラムバウアー、ジュート、アルトリューネン、ミッテ、これらはいずれも面積約 1 km2 で人口約3,000人である）で形成される本市の構成は時代とともに融合が進んでいる。また、一部の地区は構造や立地条件が大きく異なっている。
リューネン北部のアルシュテッデ、ノルトリューネン、ヴェトマール地区は、1974年末までミュンスター行政管区のアムト・ボルク（リューディングハウゼン郡）に属す独立した町村アルトリューネンを形成しており、リッペ川の北側が歴史的には隣接するミュンスターラントに含まれていたことから「独立した旧自治体」という地元色が強く、直接ルール地方には含まれない。この北部3地区の境界は、ここではミュンスターラントに特徴的なレンガ造りが主流であることからも判る。さらにここでは炭鉱住宅が少なく、特にノルトリューネンには多くの広い一戸建て住宅や邸宅が建つ高級住宅街がある。
これに対して南西「周縁部」のブラムバウアーは、地理的意味だけでなく「外側」にあたる。長年炭鉱を中心としてきたブラムバウアーは、最初は旧ドイツ東部領土やオランダからの、その後イタリアやトルコ、さらにはいわゆる東側陣営からの出稼ぎ労働者によって形成されてきた。このためここに住む住民は多様である。
ブラムバウアーと似た構造のリューネン＝ジュート地区は、住民に関してはやや独自性を保っている。この地区の特徴はドルトムント＝デルネに接していることにある。リューネン＝ジュート住民の多くはデルネ炭鉱で働いており、リューネン＝ジュートには独自の炭鉱がなかったのである。隣接するホルストマールやガーメンには炭鉱があった。何十年もの間リューネン＝ジュートでは人口流出が少ないという利点があった。リューネン＝ジュートは、ホルストマール、ニーダーアーデン、ガーメンと同様に、大雨で通りや地下室が浸水するという炭鉱の弊害に悩まされている。

### 気候
リューネンの気候は一般的に、大陸性というよりは大西洋性の気候である。リューネンはルール地方の端に位置しているため、リューネンにおけるいくつかの気候の指標は人口密集地域に典型的なものとなる。年間降水量の長期平均は 700 - 730 mm である。最も降水量の多い月は7月で、最も少ないのは2月である。1日の平均気温が25℃以上の日が平均21日あり、0℃以下の日が45日ある。年間平均気温は約10℃、年間平均日照時間は約1500時間である。

## 歴史

### 中世
紀元前後の時期にローマ軍は、隣接するオーバーアーデン基地のために、現在のベッキングハウゼン地区に河畔基地を設けた。ヴェトマールのフランク人とザクセン人の墓地は中世初期に集落があったことを証明している。リューネンはルール川沿いのベネディクト会ヴェルデン修道院の財産目録に初めて記録されている。この目録は、ヴェストファーレン地方の多くの村や農場の初出文献となっている。リューネン (Lünen, Luynen, Leunen) はリッペ川の北に位置する農場アルシュテッデ (Alstedi)、ヴェトマール (Wetmeri)、ノルトリューネン (Nordliunon)、ジュートリューネン (Sudliunon) の4つを指していた。Liunon とは、高台/防衛（リッペ川の洪水からの護り）を意味する。
リップシュタットとリューネンとの間のリッペ川はドラインガウの南の境界を形成していた。
重要な広域交易路（ライン川下流域から北海やバルト海に通じる）のリッペ川の渡渉地に位置することからジュートリューネンは教会村リューネンに発展していった。1018年頃に初めて石造りの聖マリエン教会が建設された。13世紀初めには、リューネンは何度もヴェストファーレン領主の集会場となった。1215年頃、この集落に防衛施設（土塁、堀）が設けられた。13世紀後半リューネン（リッペ川北岸）はミュンスター司教領に属す「都市」（1279年に oppidum として記録されている）となった。
聖マリエン教会は、1254年のブレヒテンの戦いで破壊された後、1300年頃に初期ゴシック様式のハレンキルヒェとして新たに建設された。1300年になる少し前（1288年か？）にリューネンはマルク伯エーバーハルトの勢力下に移された（長年疑惑が持たれていたような1302年に質入れされたわけではない）。エーバーハルトの後継者アドルフ2世は、1336年に政治的および軍事的理由からリューネンをリッペ川北岸から南岸に移し、マルク伯領における都市権の特許状（1341年7月4日付け）を授けた。これによりリューネンは2度目の都市権を得た。
1366年にリューネンの聖ゲオルク教会がブレヒテン教区の支教会として完成した。この教会は1627年にブレヒテンの母教会から独立した。聖マリエン教会の周辺に、聖母像への巡礼者からの収入で生計を立てるわずかな住民が残っただけであった。このリューネン＝アルトの聖母像はミュンスター司教区に現存する最古の聖像である。その特殊な点は、中世からすでに巡礼が行われていたことが証明されている点である。これにより聖マリエン教会は、ミュンスター司教区最古のマリアの巡礼地となっている。巡礼は、初期のリューネンの発展において重要な意味を持っていた。

### 近現代
16世紀初め、リューネンの歴史記者で司祭のゲオルク・シュポルメッカーはリューネンについて以下のように記している。
リューネンの街は、左右2つの澄んだ美しい川リッペ川とゼーゼケ川との間の素晴らしい場所にある...
1512年11月6日の大火で街のほぼ全ての建物が焼失した。1520年の聖霊降臨節にはひどい洪水がこの地方とリューネンを襲い、計り知れない損害を与えた。河岸の堤防が決壊し、河原や牧草地全体で魚が手づかみできた。
歴史記者のヨハン・ディートリヒ・フォン・シュタイネンは以下の事件を記している。
1550年3月13日、下僕のゲルト・バルケによって火災が起き、107戸が焼失した。犯人は逮捕され、あらゆる通りを引き回され、細かく切り刻まれて市内の4箇所に吊された。頭は石門に晒された。
1526年の復活祭後、リューネンは酷いペスト禍に襲われた。男女とも信じられない数の人々がこの疫病の犠牲となった。
1573年から1574年の関税リストは、北ドイツからオスナブリュック、ミュンスター、リューディングハウゼン、リューネン、ドルトムントを経由してケルンに通じる重要な交易路に面したリューネンの立地の重要性を物語っている。牛をはじめとする家畜や、ビール、チーズ、ワイン、鉄、石炭、石灰といった交易品がリューネンを通って運ばれた。この街は1598年まで、あらゆる敵を抑え込んできた。新しい武器である大砲は、古い防衛施設を凌駕したため、八十年戦争の際リューネンはスペイン兵の入城を受け容れざるを得なかった。1609年にリューネンはヨハン・ジギスムント・フォン・ホーエンツォーレルンによってブランデンブルク選帝侯の勢力下に組み込まれた。三十年戦争でリューネンは何度も軍事的に征服された。特に酷い年であった1634年には、リューネンは5つの異なる軍勢に占領された。防衛施設はこの戦争で2度取り壊され、再建された。
1647年にマテウス・メーリアンは「トポグラフィア・ヴェストファーリア」にこう記している。
リューネンは、ヴェルネに近いリッペ川沿いにあり、ミュンスター司教区に向かってリッペ川を渡る道沿いに位置している。マルク伯領に属すドルトムントまでは1マイルほどである。小さな街であるが、戦争はそれとは関わりなく、皇帝軍とリーガ軍の戦闘の的となった。スウェーデンとリューネブルクの連合軍が占領していたためである。1637年にヘッセン軍がこの街を攻撃したが失敗した。
1719年、リューネンには1238人が住んでいた。主に職人、商人、副業で労働する農業従事者などであった。1753年と1755年にフリードリヒ大王がこの街を訪れた。住民たちは歓呼の声で王を迎えた。1759年に市壁の一部が取り壊された。1765年にはリューネンの人口は972人にまで減少した。1777年にアムト・リューネン（地方行政区画）が設けられた。
リューネンは、オランダやブラバントからクレーヴェ経由してマクデブルクやベルリンに至る長い郵便ルートの重要な宿駅であった。マルク伯領からの手紙や貨物もリューネンを経由していた。作家で批評家でもあったハインリヒ・フォン・クライストは1808年に空席となったリューネンの宿駅長のポストを志願している。1807年のティルジットの和約後プロイセン王はヴェストファーレン地域を勝者に割譲せざるを得なくなり、リューネンは短期間ながらフランスの支配下に置かれた。
1822年にリューネンとドルトムントとの間で、さらに1823年にリューネンとヴェルネとの間で新しい道路が建設された。リッペ川の水運のおかげで19世紀初めにリューネンは積み替え地として全国的に重要な街となった。たとえば、リューネンの運河港の運送状には、「リューネン・バイ・ドルトムント」（ドルトムント近郊のリューネン）ではなく、「ドルトムント・バイ・リューネン」（リューネン近郊のドルトムント）と記されている（現代でも時々見られる）。1826年、アルトリューネンにゲヴェルクシャフト・アイゼンヒュッテ・ヴェストファーリア（ヴェストファーレン製鉄所）がリューネン地区最初の大規模工業系企業として創業した。1838年には毎週火曜日に穀物・野菜市が開催されるようになった。地理学者ヨハン・ギュンター・フリードリヒ・カンナビヒは地理の教本に以下のように記述している。
リューネン、ゼーゼケ川 (Sesikeと表記) がリッペ川に合流する地点の畔の都市、人口2250人、多くがブリキの缶や釘を作っている。
1874年にリューネンはアムトから独立し、1875年に鉄道ドルトムント - リューネン - エンスヘデ区間が開業した。1896年に聖マリエン教会の新しい建物が献堂された。
第一次世界大戦ではリューネンから1000人以上の死者が出た。
1914年7月1日にリップホルトハウゼンがリューネンに合併し、さらに1923年10月1日にはガーメン、ホルストマール、ベッキングハウゼンが合併してリューネンは拡大した。ルール占領に伴い1923年1月24日から1924年9月までリューネンのリッペ川南岸部に、フランス軍が駐留した。ランゲン通りをはじめリッペ川の橋にはパスポートコントロールを備えた国境検問所が設けられた。1928年4月1日に発効した市町村再編によりブラムバウアーがリューネンに合併した。同時にリューネンはドルトムント郡から分離され、郡独立市となった。この年に鉄道プロイセン - ミュンスター線が開業した。
1930年、リューネンには218人のユダヤ教信者が住んでいた。1938年11月の排斥運動（水晶の夜）に3人のユダヤ人が殺害され、もう1人が重傷を負った。ランゲ通り/ミュンスター通りのリッペ川の橋のたもとに1993年に追悼碑が建立された。第二次世界大戦中、1940年から1945年までの間に焼夷弾や炸裂弾によって287人が亡くなり、2600軒以上の家屋が破壊された。リューネン市民1083人が亡くなった。戦争末期に内市街のリッペ川の橋はドイツ軍工兵によって爆破された。
1946年12月17日、リューネンに一時的に置かれていたドルトムント教育学アカデミー（現在の教育大学）が、校長エミール・フィッゲの指導下で再開された。
1960年代から1970年代に、その時代精神を反映して、内市街（リッペ川南岸）の保存価値のある建物の多くが、たとえば新市庁舎や百貨店ハーティー（その後、住居/オフィスに改築された）といった大規模建築計画に場を明け渡さなければならなくなった。多くのファサードから化粧漆喰やその他の装飾が撤去されて漆喰で塗りつぶされた。それでもこの時代には、いくつかの興味深い、一見の価値がある建物も建設された。この街は強烈なコントラストが特徴で、市庁舎ビル、技術系市庁舎や新しいシネワールド映画館が建ち並ぶヴィリー＝ブラント広場（街の中心）からほんの数分で一部が保護文化財に指定されている木組み建築が建つ内市街の通りや路地に入り込む。
1954年から1960年までの間にリューネン屋内プール（その後取り壊された）、ハインツ＝ヒルパート劇場、ゲシュヴィスター＝ショル＝ギムナジウム（現在は総合学校）、新市庁舎が建設された。1968年1月1日にニーダーアーデンがリューネンに合併した。市町村および郡域再編に伴い、1975年1月1日にリューネンとアルトリューネンが合併した。同時にリューネンはウナ郡の一部となった。1996年にリューネン（ホルストマール）でノルトライン＝ヴェストファーレン州庭園博 (LaGaLü) が開催された。21世紀初めからヤコブの巡礼の道がリューネンを通っている。
リューネンは2016年に675年祭を開始した。（物議を醸した）モットーは「Je oller, je doller!」（直訳: 歳を取るほど、良くなって行く）であった。

### 市町村合併
- 1914年7月1日: リップホルトハウゼン[5]
- 1923年10月1日: ベッキングハウゼン、ガーメン、ホルストマール[5]
- 1928年4月1日: ブラムバウアー、デルネの一部[5]
- 1958年1月1日: ニーダーアーデン[6]
- 1975年1月1日: アルトリューネン（アルシュテッデ、ノルトリューネン、ヴェトマール）[7]

## 住民

### 宗教
歴史的に、リッペ川北岸に位置する旧アルトリューネンの地域がカトリックのミュンスター領であったのに対して、リッペ川南岸地域は宗教改革で福音主義に転じていた。リッペ北岸に位置し、リューネンの他の地域と同じようにマルク伯領に属しながら中世から一貫してカトリックに留まっているマリエン教会周辺地域は特殊な地域であった。ドイツ帝国時代に多くのポーランド人労働者がポーゼン州からやって来たが、彼らはほぼ例外なくカトリック信者であった。第二次世界大戦後、旧ドイツ東部領土（東プロイセン、シレジアなど）から主に福音主義信者の、だがカトリック信者も含む多くの避難民がリューネンに流入した。キリスト教以外の宗教、たとえばムスリムのモスク組織なども存在した。
リッペ川北岸に位置する聖マリエン・カトリック教会組織（支教会の聖マリエン教会、聖ゴットフリート教会、聖ノルベルト教会、聖ルドガー教会を含む）はミュンスター司教区に属していた。リッペ川南岸のカトリック信者はパーダーボルン大司教区に属した。2009年までリューネンにはミュンスターの聖マウリッツ修道院に属すフランシスコ会女子修道院があった。ここの修道女たちは144年の間リューネンの聖マリエン＝ホスピタルで看護や介助を行っていた。

### 宗教統計
Zensus 2011 によれば、リューネンの住民の 32.5 % が福音主義、34.1 % がローマ＝カトリックを信仰しており、33.5 % がその他の宗教または無宗教である。福音主義やカトリックの信者はこれ以後減少した。2019年末には、福音主義信者は 27 %、カトリック信者は 29 % で、44 % がその他の宗教の信者または無宗教であった。

### 人口推移

リューネンの人口推移

1719年には、リューネンには1,238人が住んでいた。19世紀になるまで人口増加はゆっくりとしか進行しなかった。20世紀の工業化により、また多くの市町村合併もあって、本市の人口は極めて急速に増加した。1890年のリューネンの人口は4,500人であったが、1939年にはすでに46,000人になっていた。第二次世界大戦後には難民や追放された人々の流入によって、人口は約61,000人に達した。アルトリューネン（1974年時点で人口15,500人）の合併によって人口は1974年の7万人から1975年1月日85,500人となった。1975年から2019年のリューネン全体の人口はほとんど変化がなく約86,000人である。アルトリューネンの地区（アルシュテッデ、ノルトリューネン、ヴェトマール）ではこの時期に集中的な開発により人口は約6,000人増加した（15,500人から21,400人、約+35%）。その結果旧来のリューネンの人口は約6,000人減少した（7万人から64,000人、約-10％）。これは、アルトリューネンに属す地区が居住地として平均以上に魅力的であったことを示唆している。
NRW州立データバンクによれば2011年末のリューネンの人口は 87,061人（2005年に比べて約 3.7 % 減少）であった。2019年12月31日時点のドイツ100大都市の96位にあたる。ルール地方の中規模都市（たとえば、レムシャイト、ハーゲン、ゲルゼンキルヘンなど）の多くが1990年から2018年までの間に人口が 10 % 以上 減少しているのに対して、同時期のリューネンの人口は減少しておらず、一定を保っている。
バーテルスマン財団が行った2009年から2030年までの人口推移予測では、約87,000人（2009年）から約76,500人（2030年）にまで減少するとされている。これは減少率にして約 13 % にあたる。IT.NRWの2011年の研究では、2030年の人口は81,900人と算出されており、バーテルスマンの予測よりも約5,000人多い。
2030年までに予測される人口減少に加え、75歳以上の占める人口比率も大きく変化することが想定されている。2015年現在リューネン住民の10人に1人が75歳以上であるが、このままゆけば2030年には5人に1人が75歳以上となる。これは約16,000人に相当する。

### 人口統計
Wegweiser-Kommune が公開している人口統計、社会統合、社会学分野のデータによれば、ベルクカーメンの数値は以下の通りである。
- 18歳未満の比率: 16.8 %（2019年現在）
- 65歳以上の比率: 22.0 %（2019年現在）
- 外国人の比率: 14.4 %（2019年現在）
- 失業率（労働人口（15歳から64歳）に占める失業者の割合）: 7.8 %（2019年現在）

## 行政

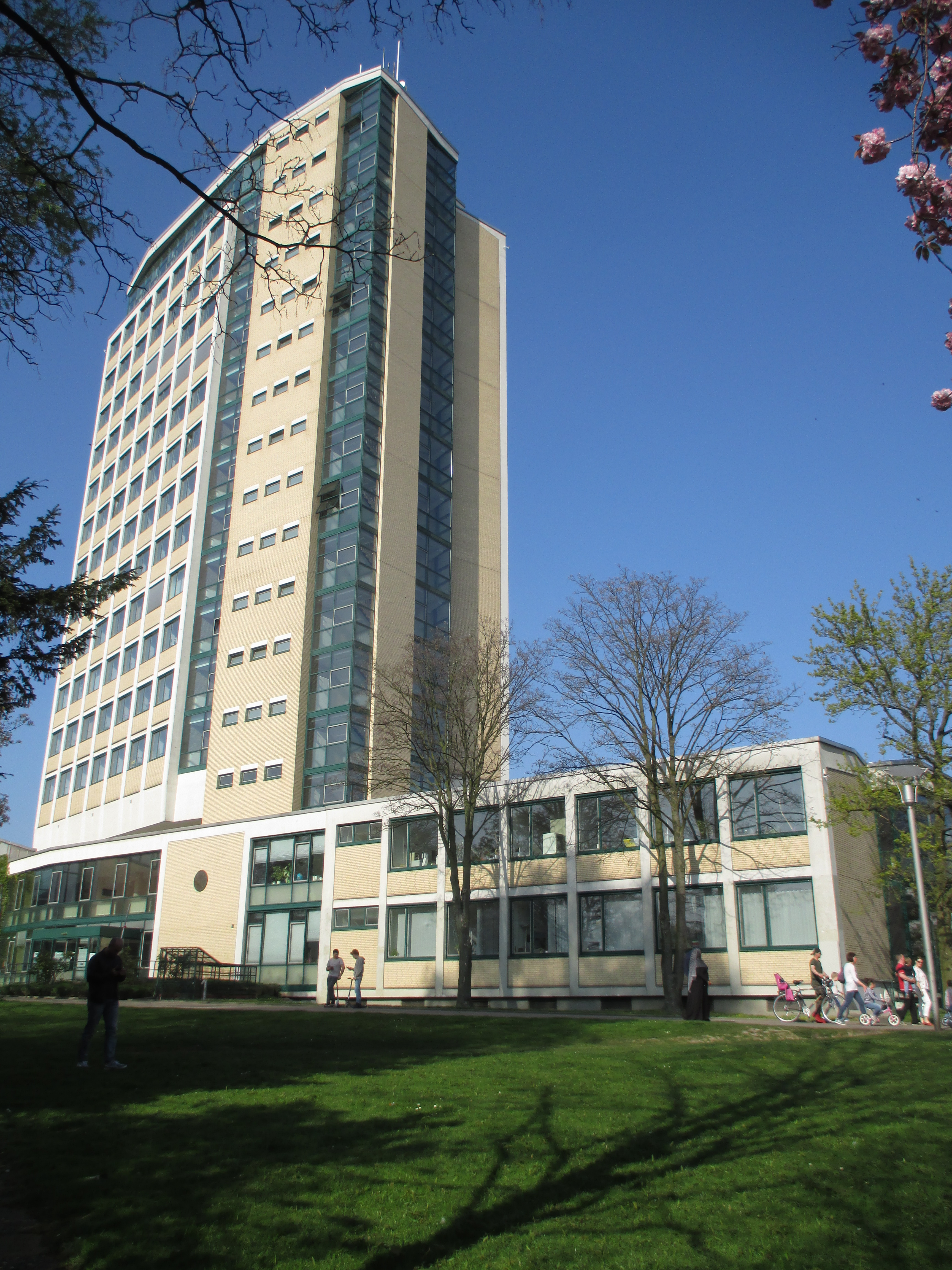
リューネン市庁舎

### 市議会
リューネン市議会は56議席からなる。

### 首長
第二次世界大戦後の首長を以下に列記する。リューネンは1975年まで郡独立市であったためそれ以前に選出された首長は上級市長（1979年まで）、以後は市長である。
- 1945年 - 1945年: ヨーゼフ・レンスマン（委任）
- 1945年 - 1946年: カール・ヨハネス・グレーヴェ
- 1946年 - 1946年: アウグスト・バウマイスター
- 1946年 - 1948年: ヴィルヘルム・ヒュージング (CDU)
- 1948年 - 1952年: ヨハン・ラウブルン (SPD)
- 1952年 - 1955年: ヘルマン・シュメルツガー (SPD)
- 1955年 - 1963年: アドルフ・シュトック (SPD)
- 1963年 - 1969年: ハインリヒ・チェルヴィンスキ (SPD)
- 1969年 - 1989年: ハンス＝ヴェルナー・ハルツァー (SPD)
- 1989年 - 1994年: クルト・デンカート (SPD)
- 1994年 - 1999年: クリスティーナ・デル＝シュミット (SPD)
- 1999年 - 2015年: ハンス・ヴィルヘルム・シュトードリック (SPD、1999年と2004年の選挙では無所属であった)
- 2015年 - : ユルゲン・クライネ＝フラウンス（無所属）[13]

### 姉妹都市
リューネンは6つの市と姉妹都市関係にある。
- ズヴォレ（オランダ、オーファーアイセル州）ハンザ都市、1963年10月1日[15]
- サルフォード（イギリス、グレーター・マンチェスター）旧スウィントン・アンド・ペンドルバリー、1966年3月25日[15]
- パネヴェジース（リトアニア、アウクシュタイティヤ）1990年3月2日[15]
- デミーン（ドイツ、メクレンブルク＝フォアポンメルン州）1991年3月18日[15]
- カミェン・ポモルスキ（ポーランド語版、英語版）（ポーランド、西ポモージェ県）2000年5月5日（援助協力関係は1952年9月21日から）[15][16]
- バルトゥン（トルコ、バルトゥン県）2011年5月25日[17]

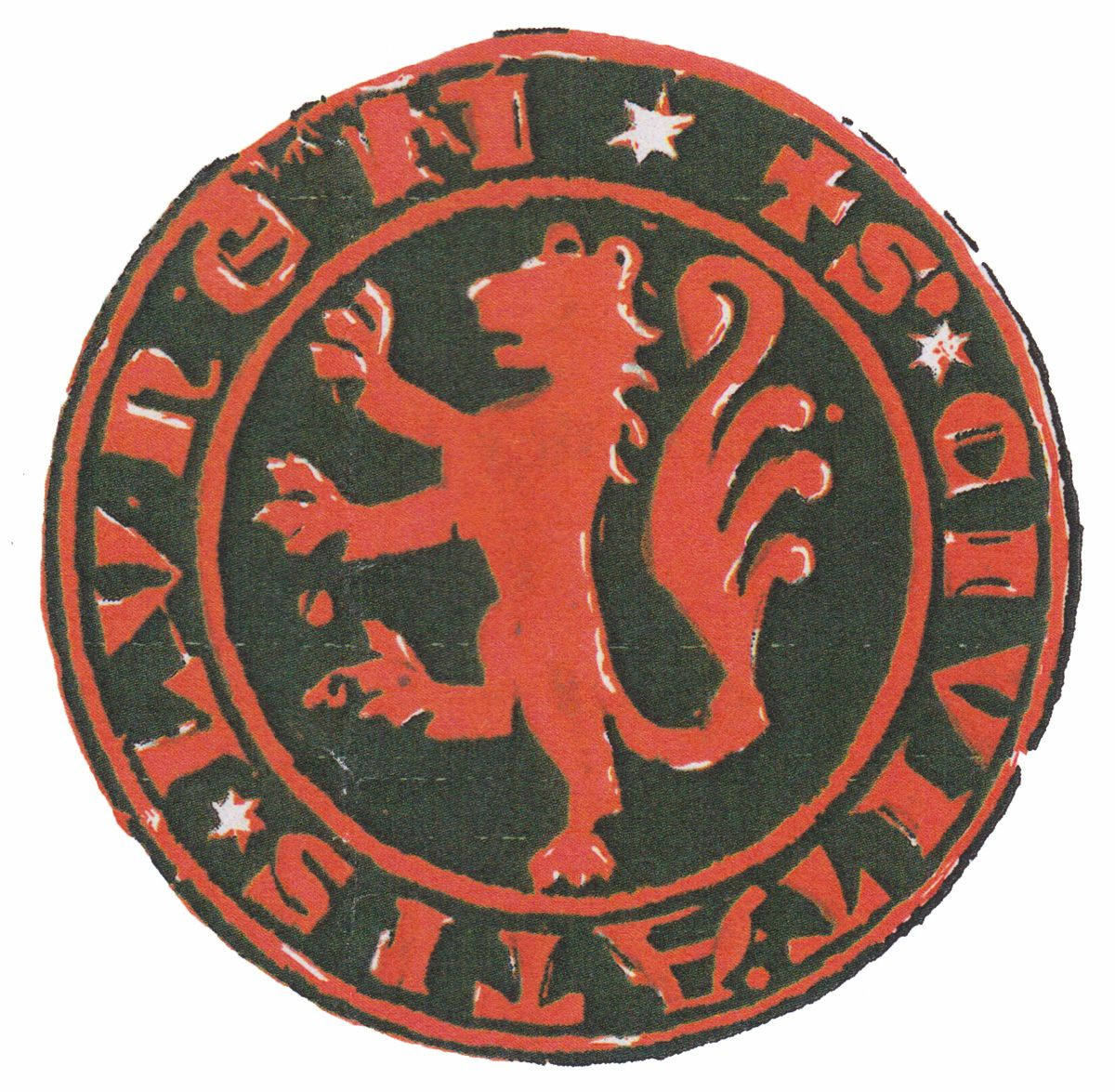
現存する最も古い1320年頃のリューネンの印章

### 紋章
図柄: 金地に、右向き（向かって左向き）に立ち上がった2本の尾を持つ赤い獅子（昔は尾は1本であった）。
17世紀にはすでに、当時のリューネンの年代記者ゲオルク・ゲルリヒ（1606年 - 1664年）は紋章について「金地に赤い獅子」と記している。
リューネンが属すウナ郡の紋章や旗には、1本の尾を持つ赤い獅子が見られる。市松模様の帯が書き加えられているものもある。
市の紋章がなぜ金地に赤い獅子なのかという疑問には、明確な答えがない。1180年まで領主であったザクセン公ハインリヒ（獅子公）が起源であるとする説がある（彼の本拠地であったブラウンシュヴァイクは類似した紋章を用いている）。また、1341年にこの街に都市権を授けたアルテナ＝マルク伯に由来するという説もある。リューネンの紋章には、旧マルク伯領の都市のほとんどで用いられている特徴的な市松模様の帯が描かれておらず、さらにマルク伯によって新たな市が建設された1341年よりも前の1320年に最も古い市の印章が成立している（最初に都市権が与えられたのは1279年）。もう1つ可能性があるのは、いわゆる地口の紋章とする説である。これはリューネン (Lünen) という地名がラテン語の leo = 獅子に由来するという仮定の下で提唱されている。

## 文化と見所

### 建築

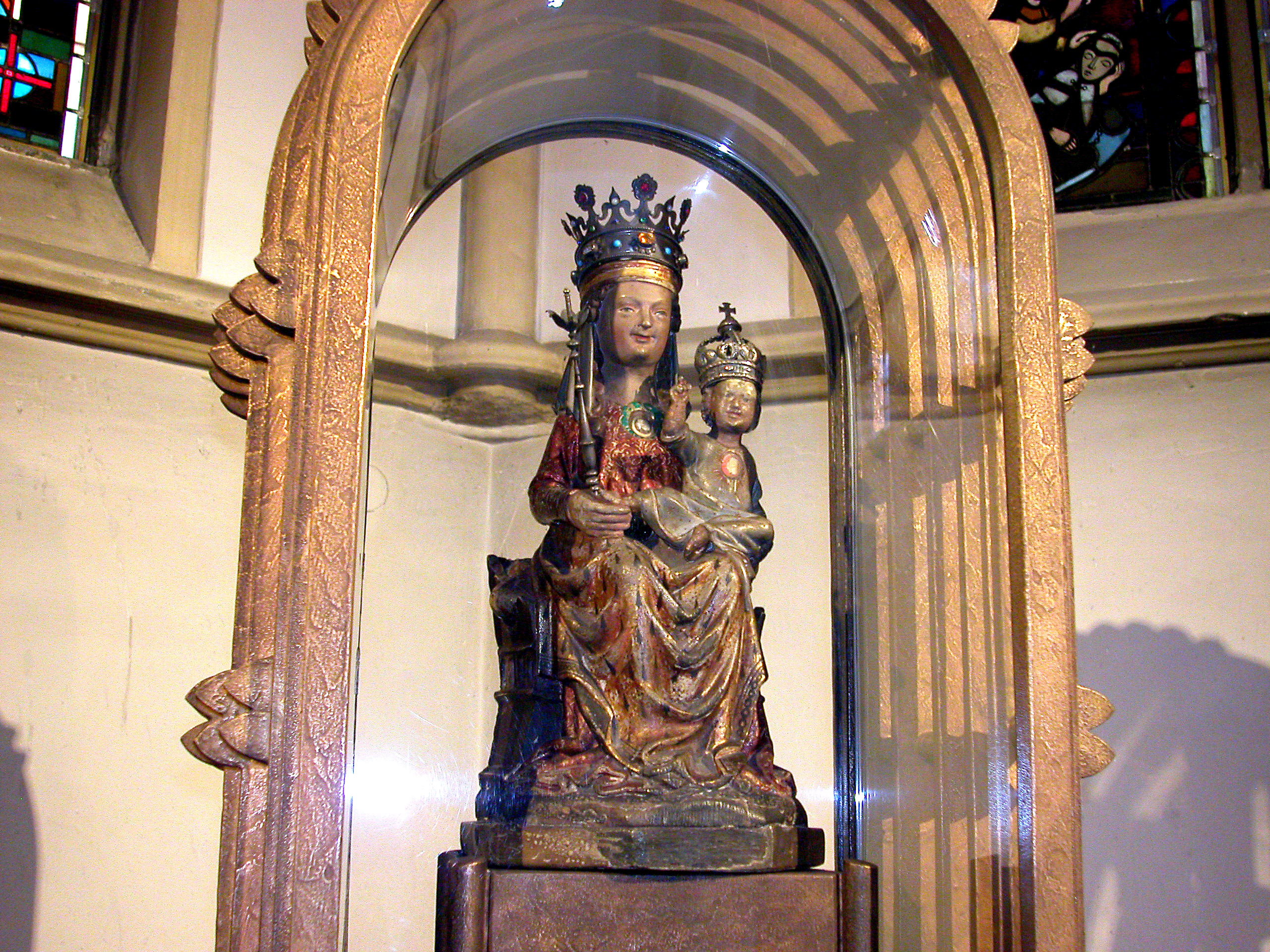
聖マリエン教区教会の巡礼の聖母像

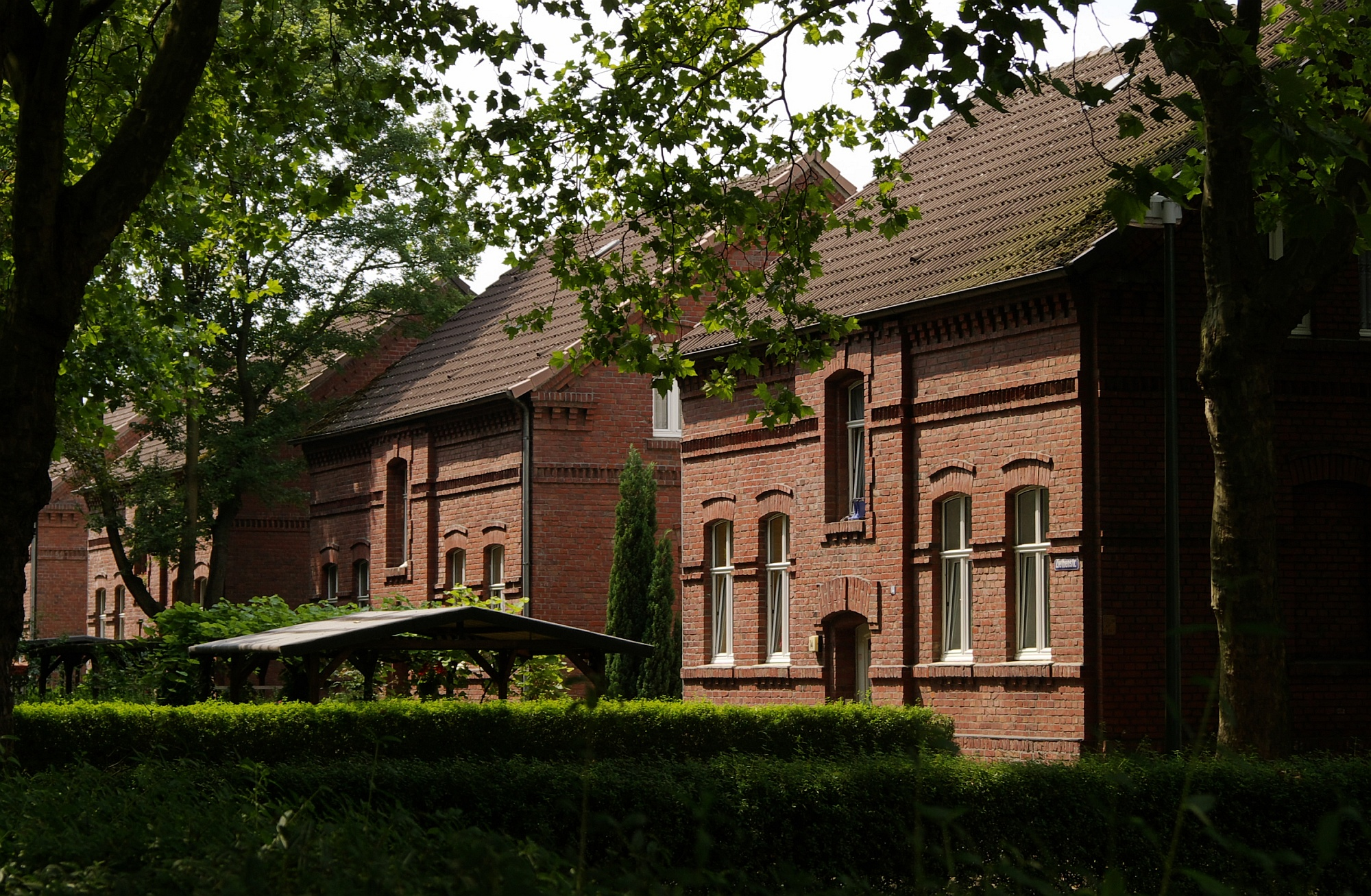
ツィーテン通りの炭鉱集落

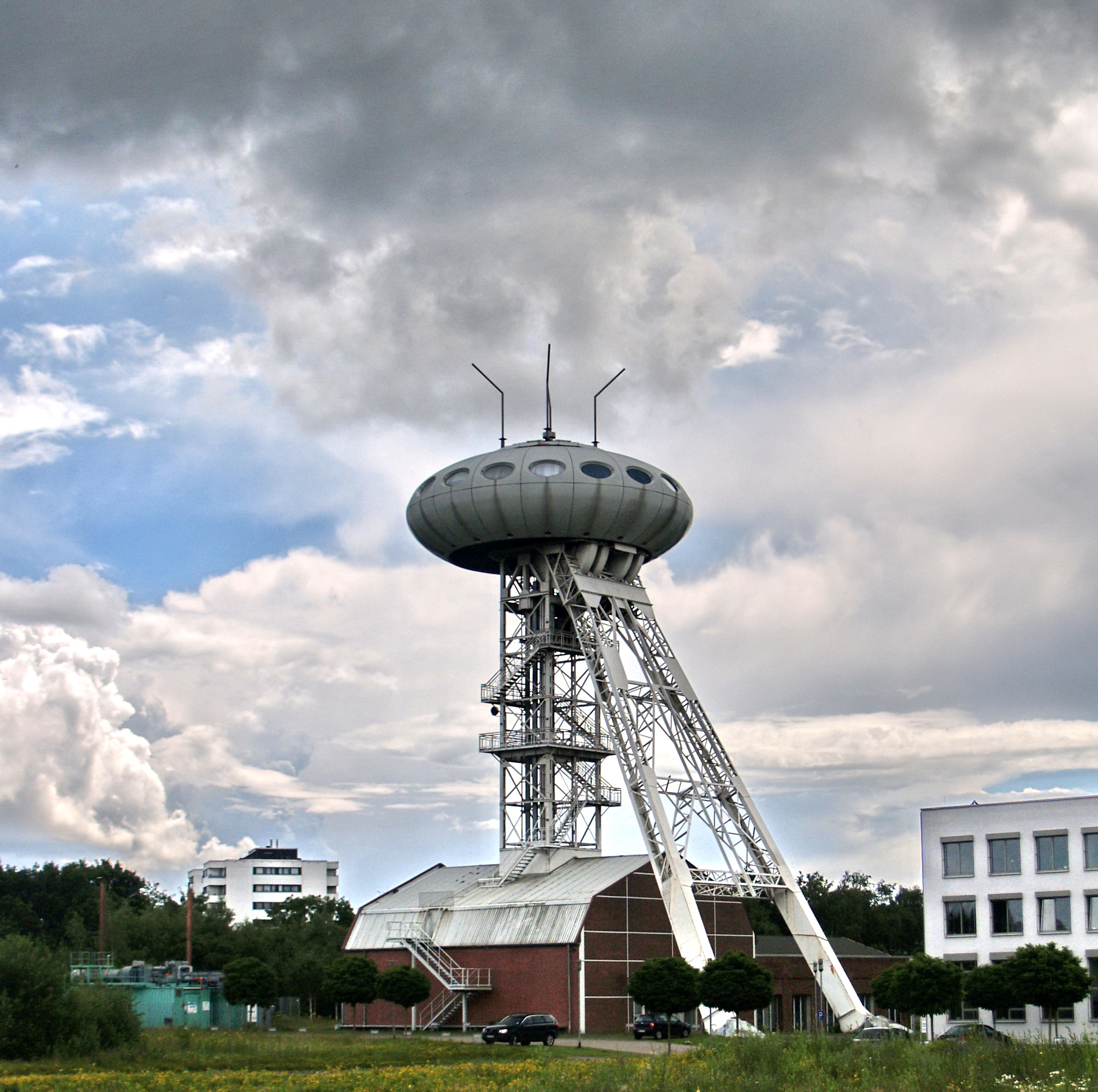
Ufo（コラーニの卵）

- 福音主義の聖ゲオルク市教会。後期ゴシック様式のハレンキルヒェ。完成は1366年。1520年頃の堕落と最後の審判の天井画、リースボルンのマイスター周辺の作家による祭壇、洗礼盤、天使の燭台、ゴシック様式の聖遺物容器、バロック様式のオルガンとオルガンの回廊
- カトリックの聖マリエン教区教会。西塔（ドイツ語版、英語版）を有するネオゴシック様式の十字型の平面を有するバシリカである。内陣室は1896年に献堂された。当時の調度は現在も一部が遺っている。中世の先代の建物から多くの調度が引き継がれた。たとえば、1270年頃に作製された洗礼盤、旧約聖書や新約聖書の情景が描かれたシリンダ状の容器などである。洗礼盤はロマネスク様式からゴシック様式への過渡期の見事な作例の一つである。この他の見所としては、14世紀の勝利の十字架、おそらく13世紀後半に創られた砂岩製の聖母像がある。特筆すべきは1260年頃の「聖像/巡礼の像」である。これはオーク材で創られた、幼児イエスを抱いた聖母の高さ約 41 cm の像である。塔の柱も見所である。これは先代の建物から引き継いだものである。
- 1960年代の初めから中頃に行われた都市開発により多くの建物が破壊されたにもかかわらず、歴史的な街の中心部は現在でも見応えのある木組み建築が数多く遺されている。最も初期のものは17世紀に建設された[20]。リューネンに現存する最も古い木組み建築はロッゲンマルクト3番地の建物であるとされている。この3階建てのディーレンハウス[訳註 1]は、銘によれば、1600年に建設された[21]。もう1つのディーレンハウスがジルバー通り3番地の1664年に建てられたものである。隣のジルバー通り5番地の建物とともに魅力的な建築群をなしている。旧市街南端のマウアー通りは簡素な木組の家が建つ趣深い通りの景観を呈している。マウアー通り93番地に1651年に建設された建物がある。この小さな建物は市壁に接して立てられており、市壁を後壁として利用している。市壁自体が破壊された後（1800年頃）にこの木組建築に置き換えられた[22]。二世帯住居として建設されたリング通り4番地/6番地の建物も、マウアー通り93番地の建物と同時期に建設された可能性がある。
- リップホルツハウゼンのシュロスミューレ（城の水車）、1760年建設。
- ニーダーアーデンの納屋。18世紀後期に建設されたかつてのオーバーフェルデ/アーデン貴族家の園亭
- シュヴァンスベル城
- ツィーテン通り: 19世紀の典型的な炭鉱集落
- フライヘル＝フォム＝シュタイン＝ギムナジウム（1931年利用開始）: 保護文化財に指定されている新即物主義のレンガ建築。設計事務所はオランダ表現主義、特にウィレム・デュドックの影響を受けたドルトムントの D. & K. シュルツェである。デュドックが建設したヒルフェルスムの Dr. H. Bavinckschoolがモデルとされている。
- 保護文化財に指定されているリューネン市庁舎: 循環式エレベーター（一般利用はされていない）を持つ。設計事務所はラウシュ・ウント・シュタインで、1960年10月5日にヴィリー・ブラントによって引き渡された。欧州文化遺産年2018でこの市庁舎は賞賛を受け、Big Beautiful Building賞（直訳:美しい大型建築賞）を受賞した。この建物は、純粋に視覚的な視点から、リューネンのランドマークであり、コミュニティー活動の中心である。
- ゲシュヴィスター＝ショル総合学校リューネン（1962年利用開始）: 有機的建築の校舎である。ベルリン・フィルハーモニーなどを設計したハンス・シャロウンの設計。この保護文化財に指定されている学校は、2011年から2013年に約850万ユーロをかけて文化財レベルの修復がなされた。2018年の欧州文化遺産年（ドイツ語版、英語版）にこの校舎は賞賛を受け、Big Beautiful Building賞を受賞した。
- 「Ufo」: ルイジ・コラーニの設計に基づき、「ミニスター・アーヒェンバッハ」炭鉱の竪坑櫓を改築したものである（コラーニの卵）。リューネン＝ブラムバウアーのテクノロジーセンター「LÜNTEC」内にある。坑内ガス装置を有している。
- 工業モニュメント「モール＝クレーン」: このクレーンは、ダッテルン＝ハム運河（ドイツ語版、英語版）の旧プロイセン港の船溜まりにあり、光のインスタレーションによるイルミネーションが行われている。
- Selimiye＝モスク・リューネン: このモスクは、9年の工期の後、2008年3月30日に当時の州議会議長レギーナ・ファン・ディンター臨席の下、開所した。当時はノルトライン＝ヴェストファーレン州最大のモスクであった。このモスクは、ミナレットを有するトルコ＝イスラム様式の外観を示している。
- 保護文化財に指定されているリューネン＝ミットのカトリックのヘルツ＝イエズ教会やリューネン＝ブラムバウアーのヘルツ＝イエズ教会も見応えがある。
- リューネン＝ノルトのアルテ・カフェーレステライ（直訳「旧コーヒー焙煎所」）
- リューネンを通る昔の商店街のパージルウーア（洗剤ブランドパージル（ドイツ語版、英語版）の広告塔で、時計と照明がついている）とオクゼングルッペ（直訳「牛の群」）、後者は芸術家エルネマン・ザンダーの作品である。
- マルクト通り2番地（シネ＝ワールドの向かい）の「絨毯御殿」とも呼ばれるリューネンの「最初のモスク」は1975年に絨毯商人 Jamschid Giassi によるペルシア風をモデルに、リューネンの建築家フーベルト・ハイトカンプによって建設された。

リューネンの北の市境に接して、カッペンベルク城や築後900年の修道院教会を見ることができる（ゼルム市）。

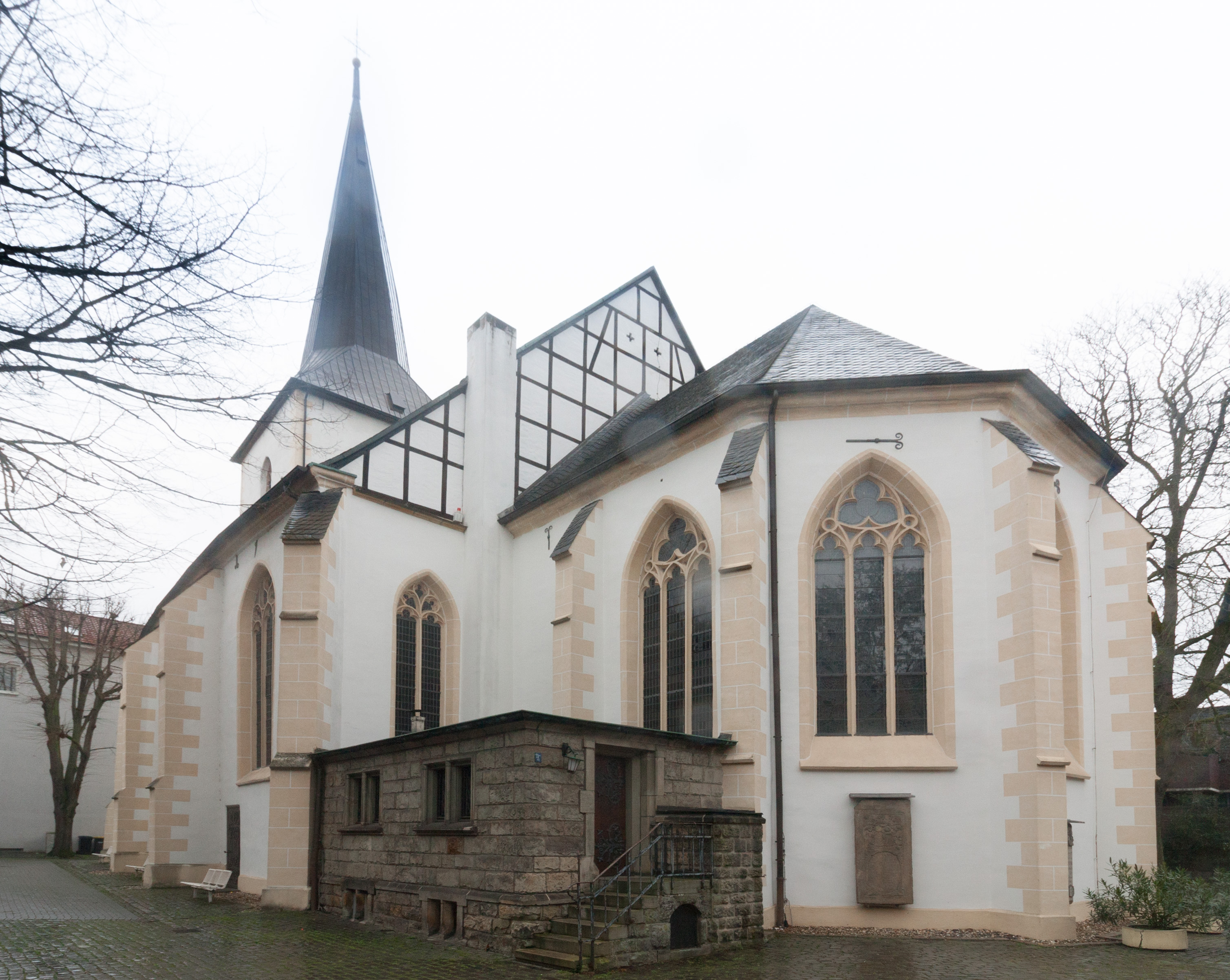
聖ゲオルク市教会
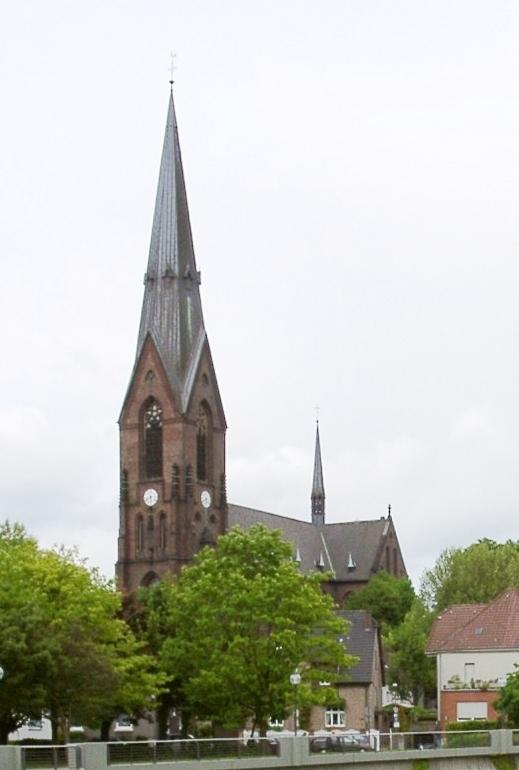
聖マリエン教区教会
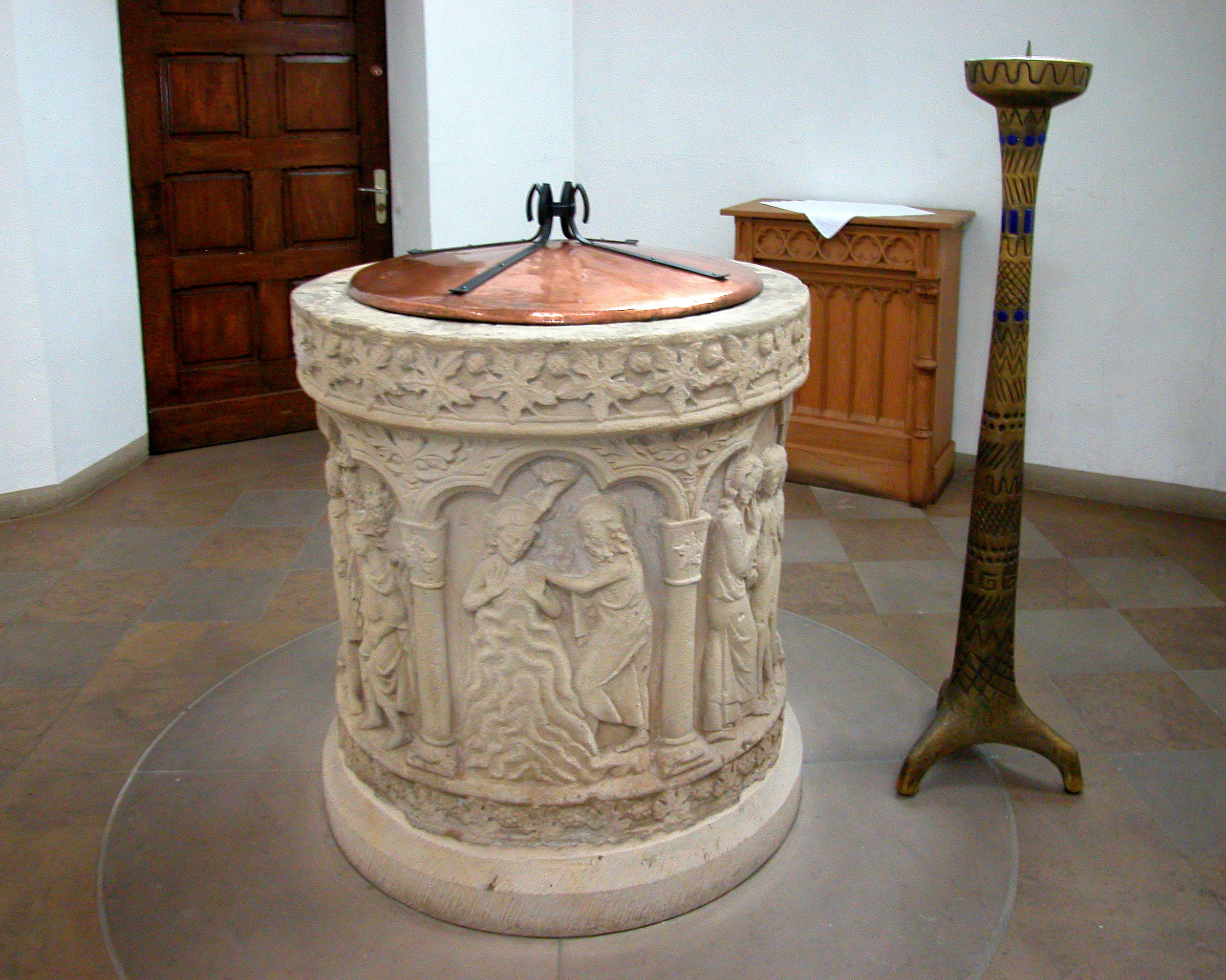
聖マリエン教区教会の洗礼盤
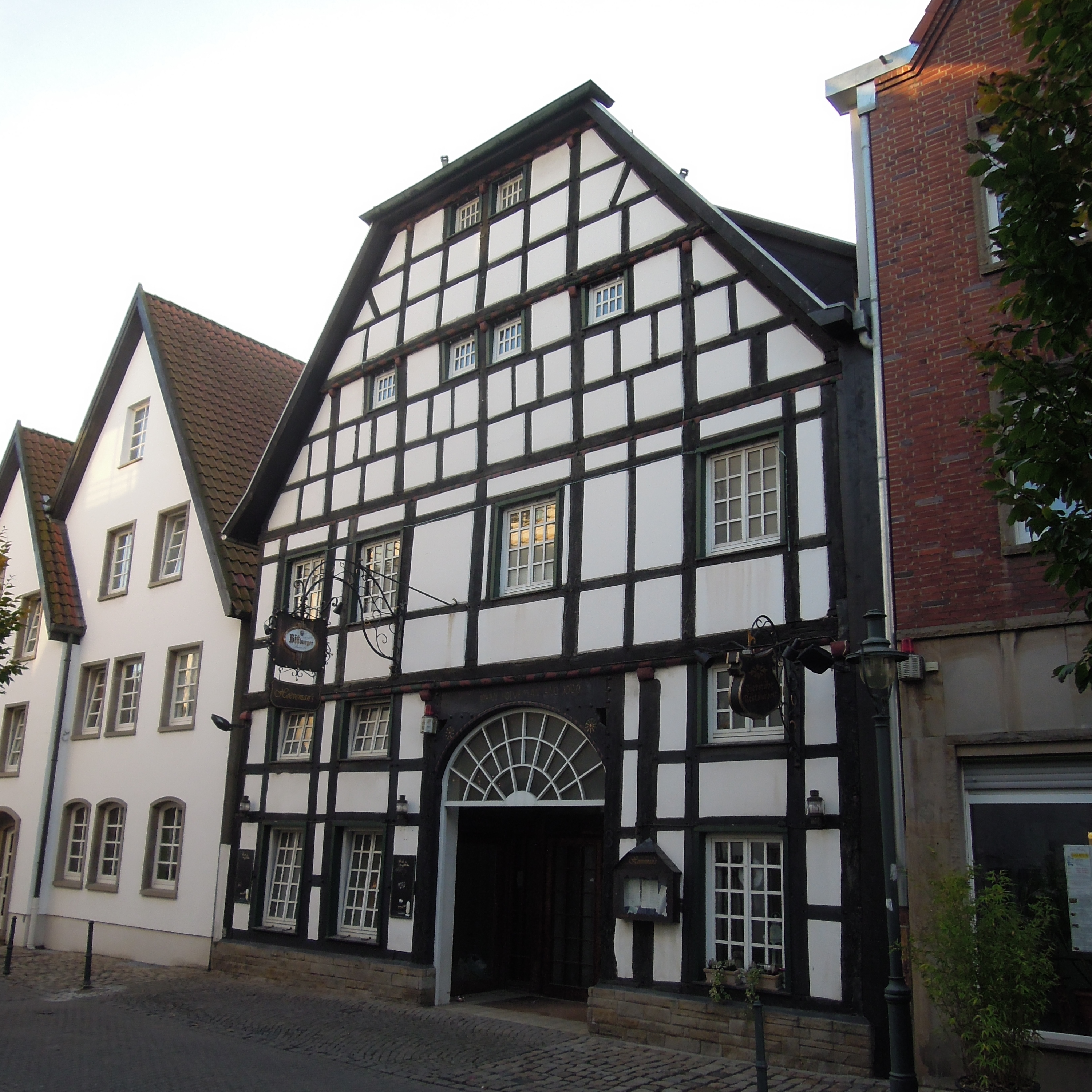
ロッゲンマルクト3番地のディーレンハウス
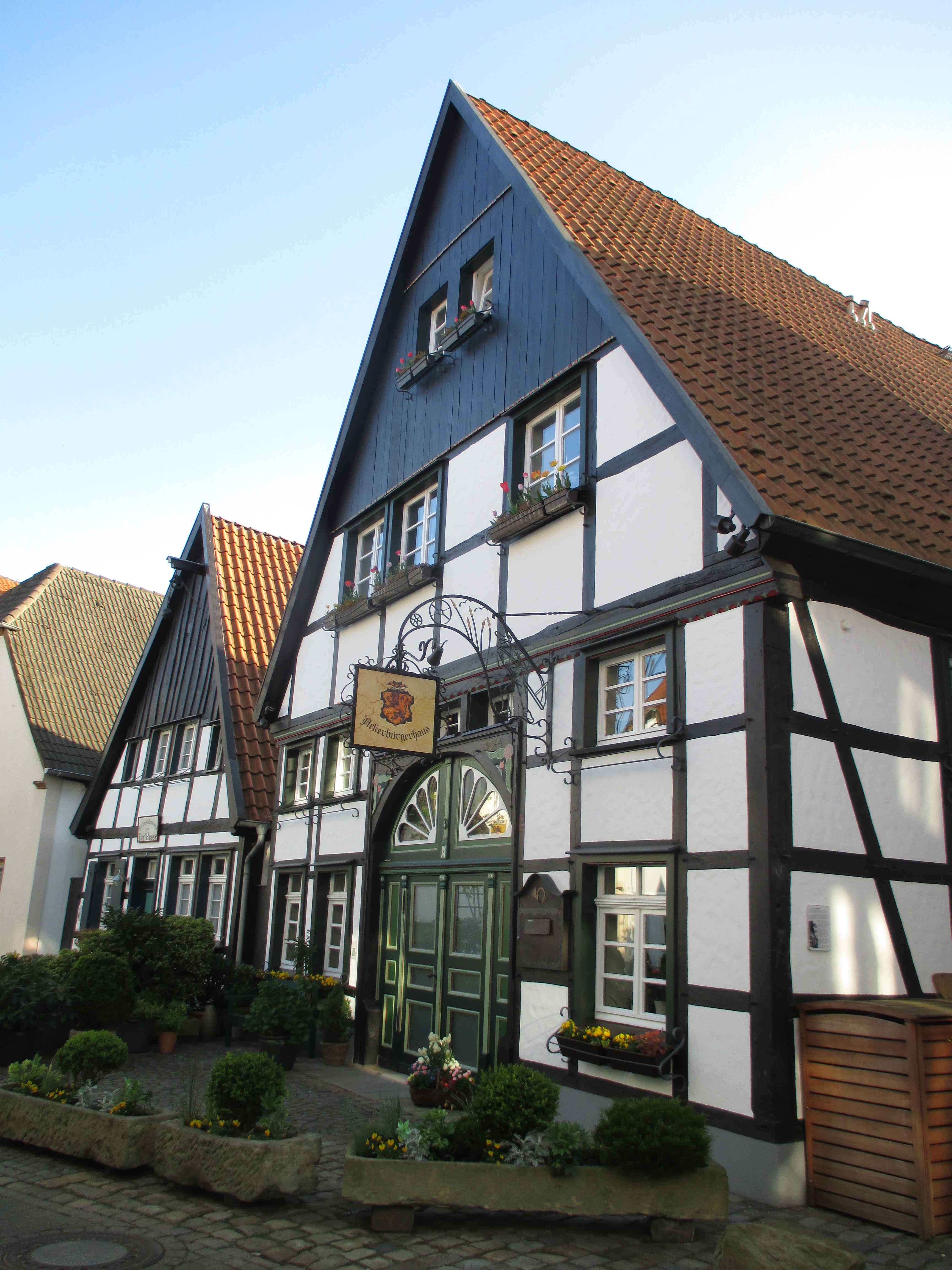
ジルバー通り3番地（手前）と5番地（奥）
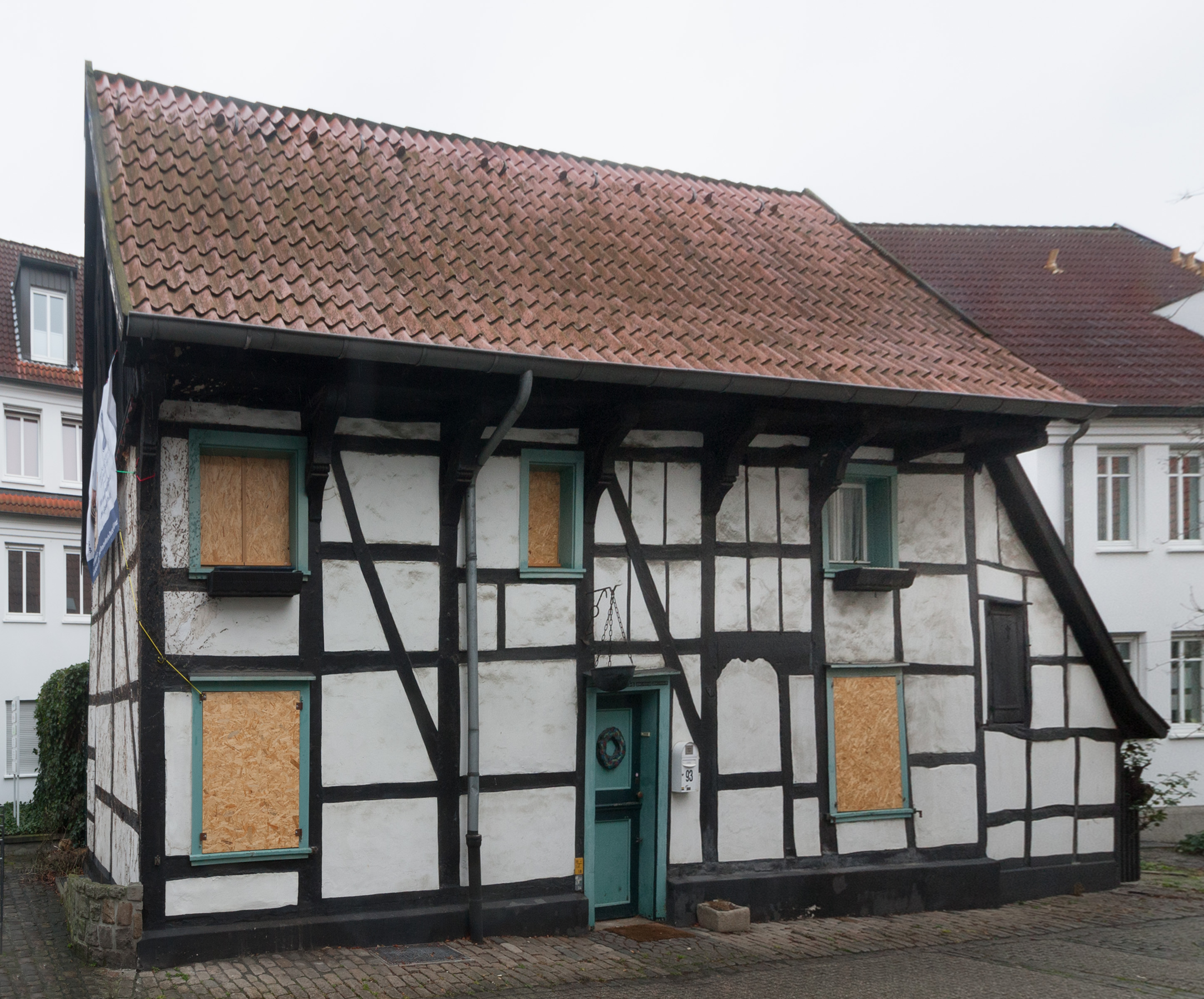
マウアー通り93番地
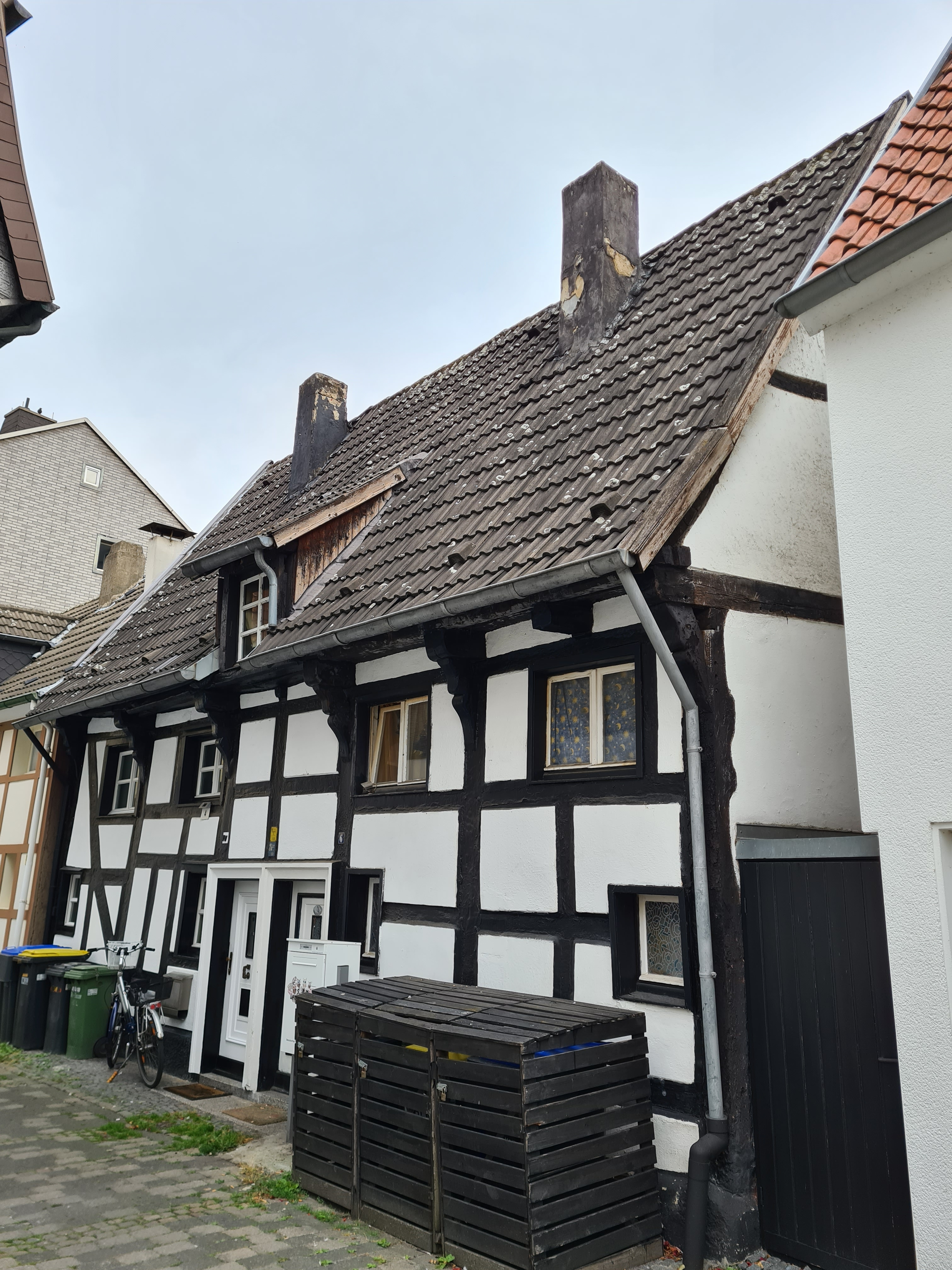
リング通り4番地から6番地の建物
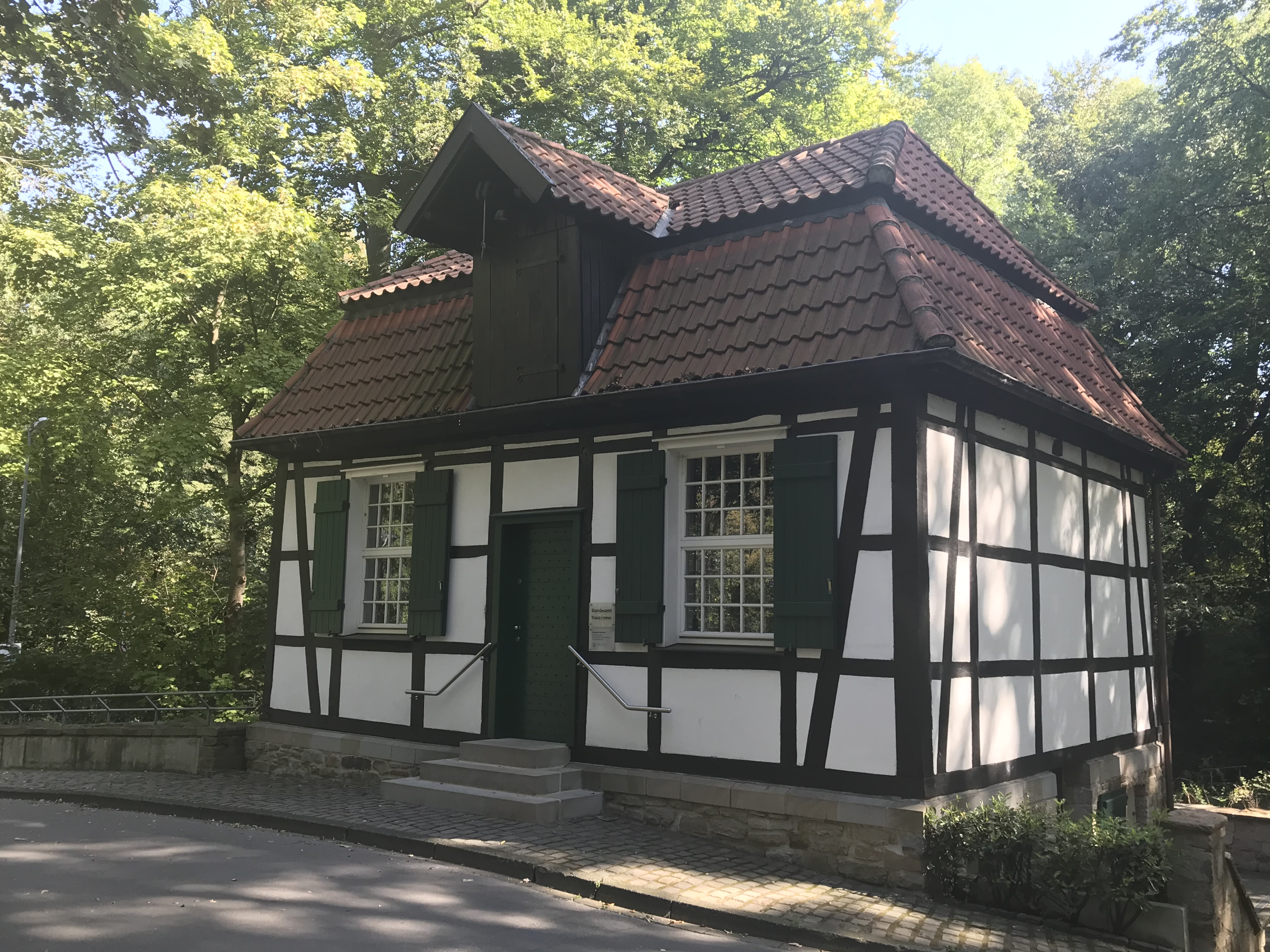
リップホルツハウゼンのシュロスミューレ
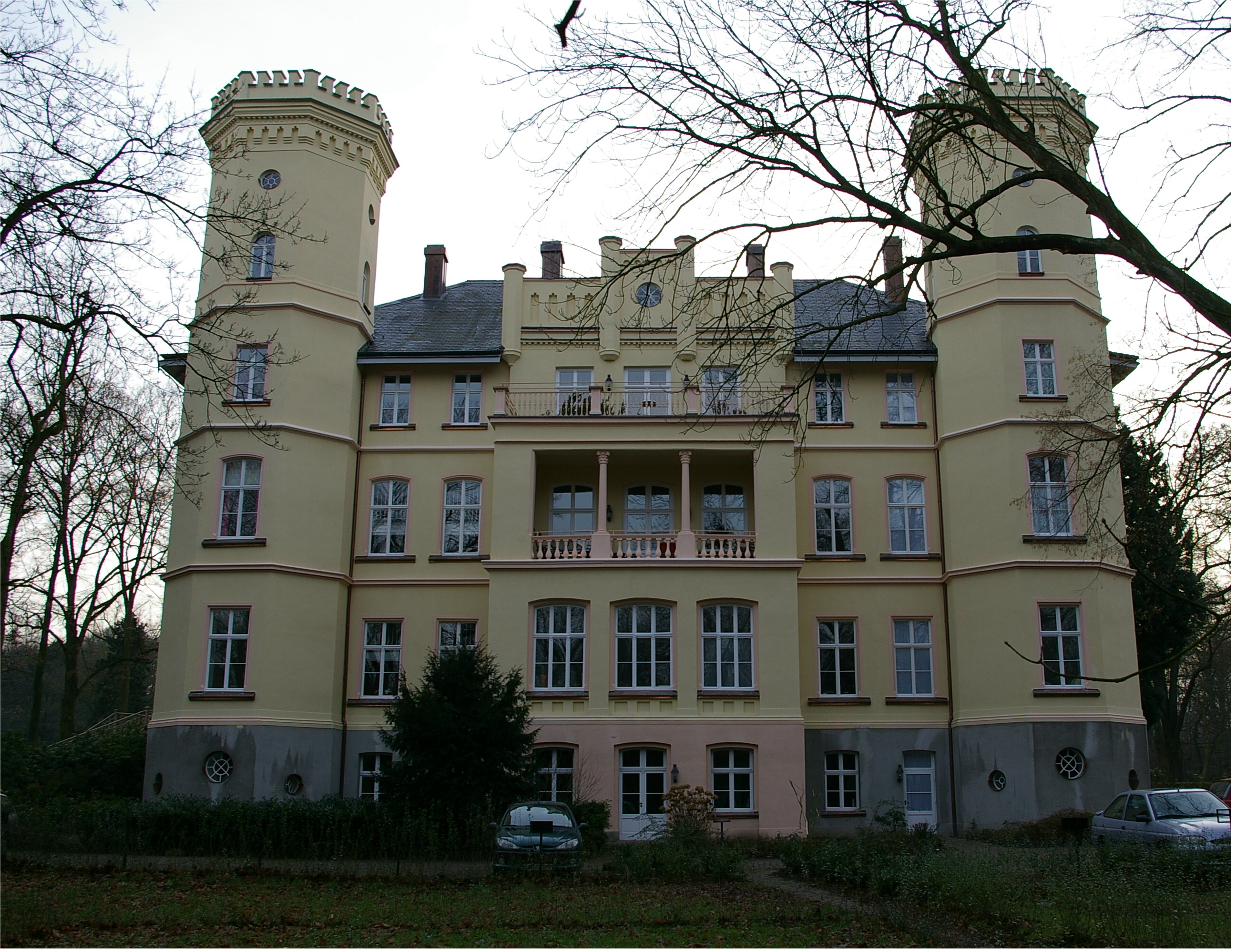
シュヴァンスベル城
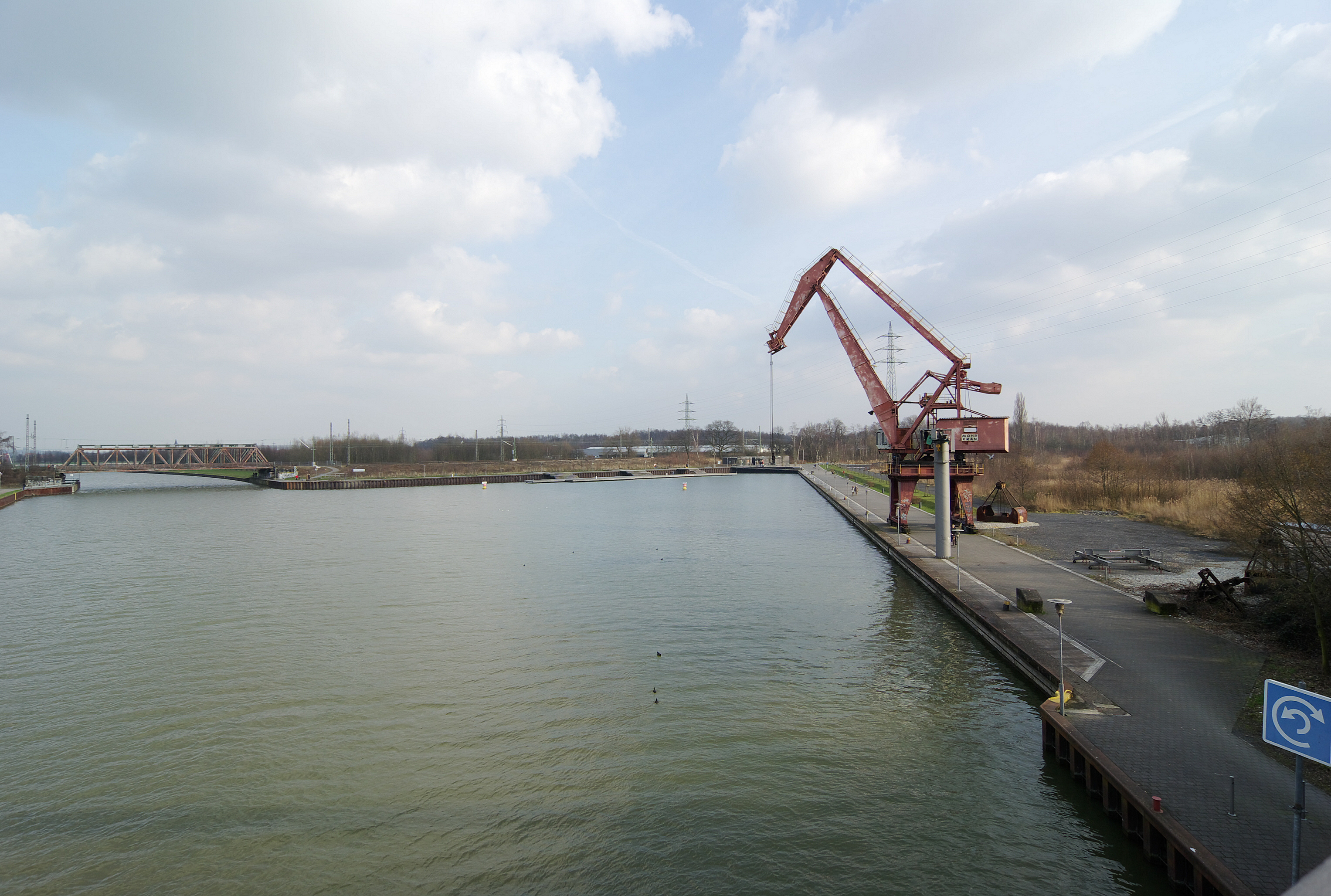
モール＝クレーン
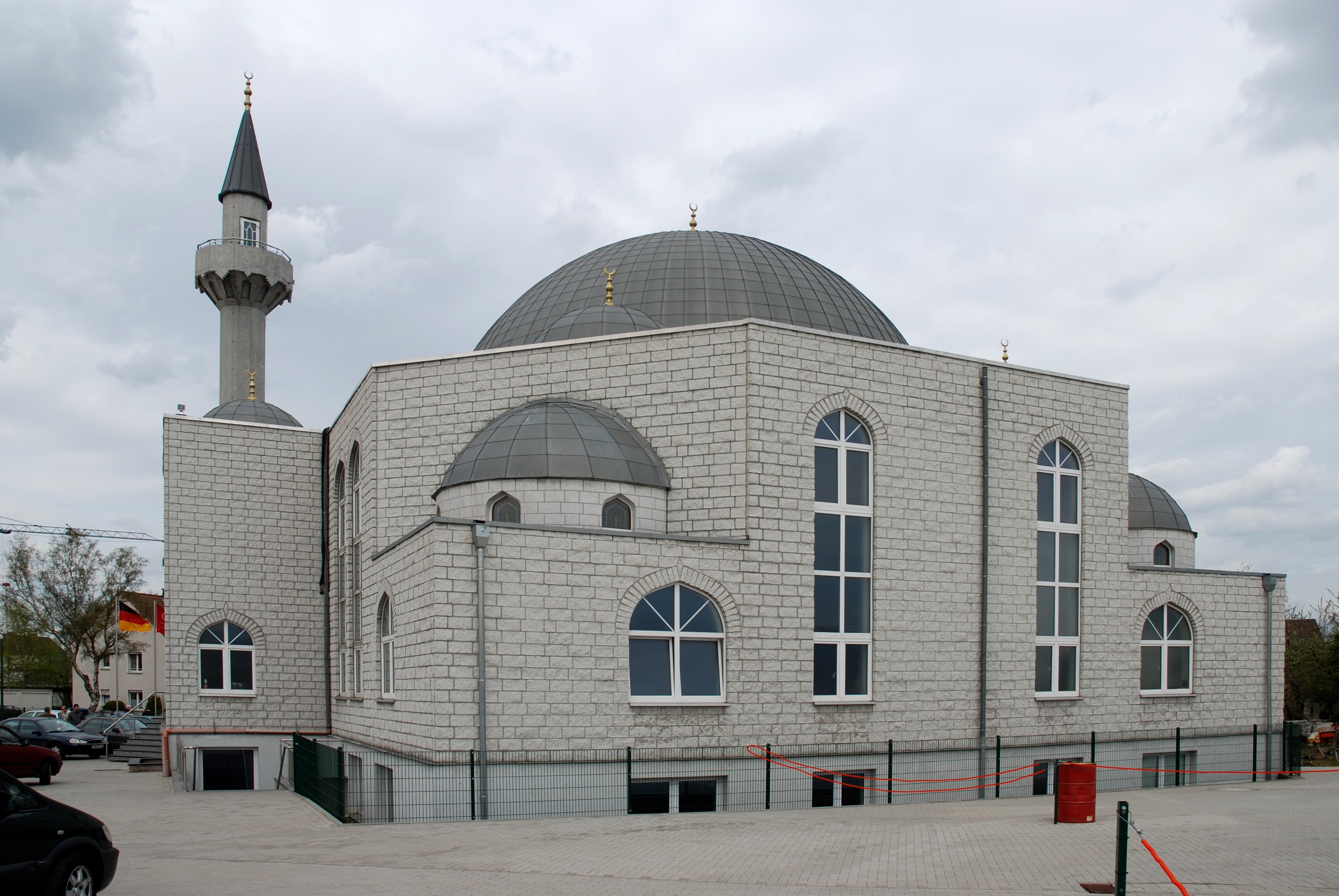
Selimiye＝モスク・リューネン
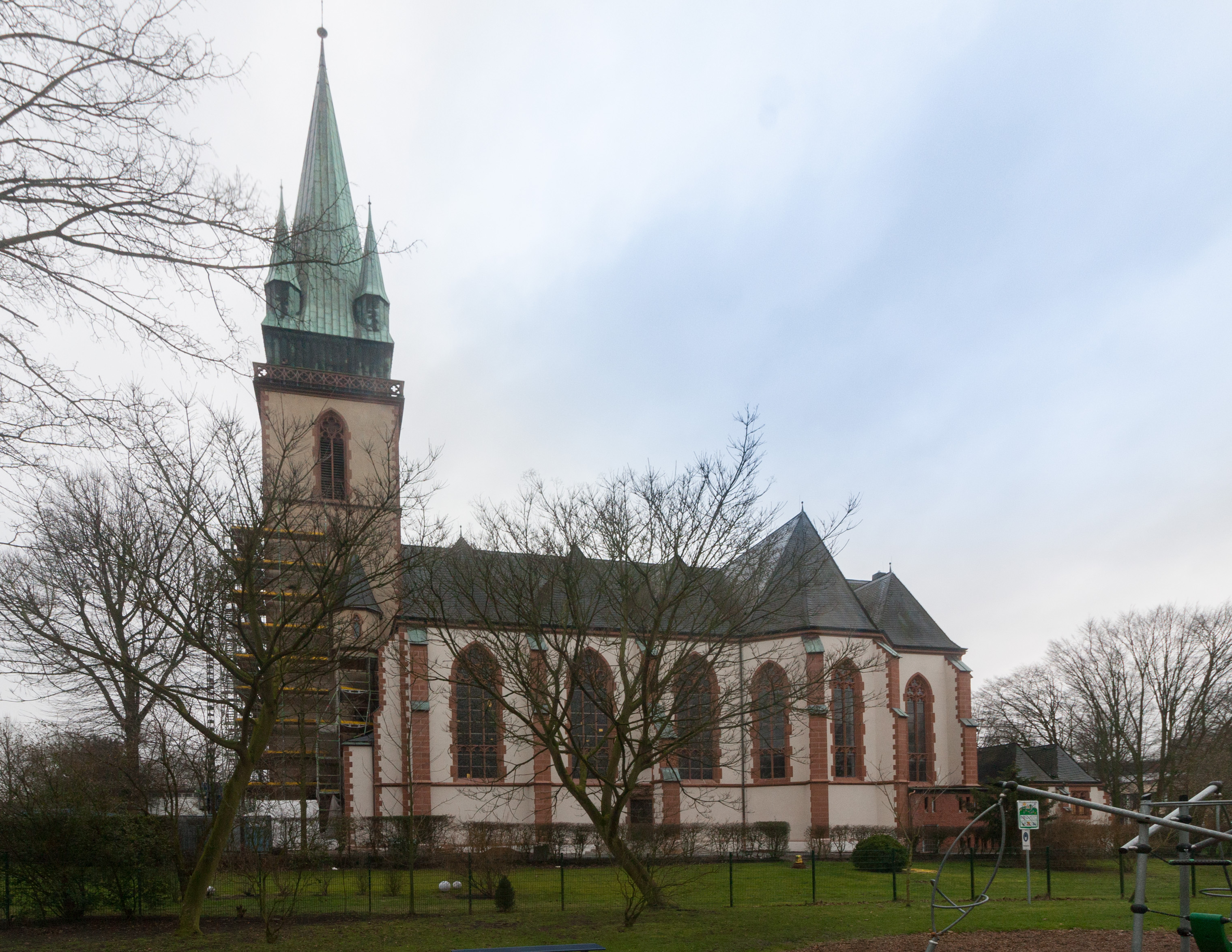
リューネン＝ミッテのヘルツ＝イエズ教会
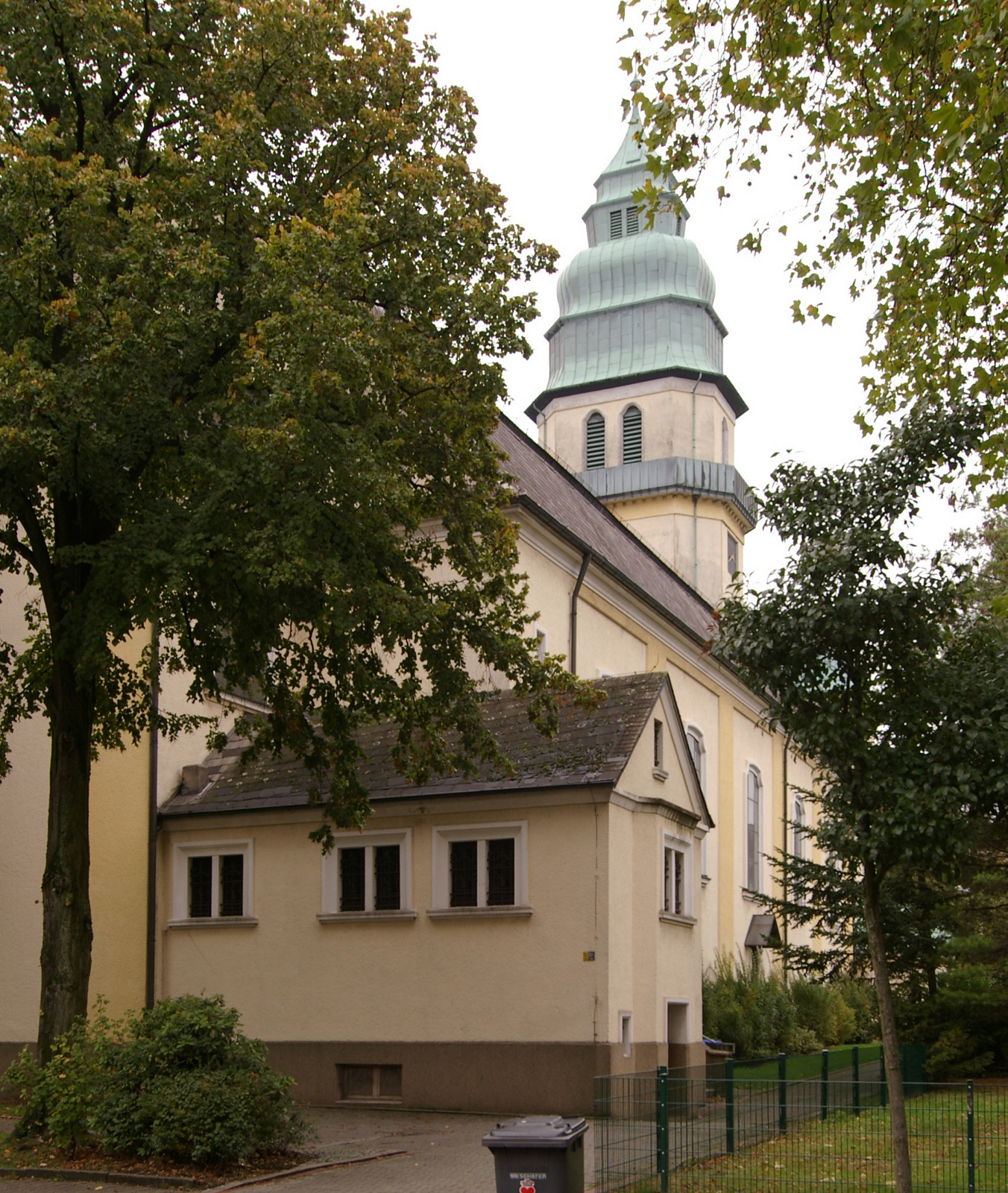
ブラムバウアーのヘルツ＝イエズ教会
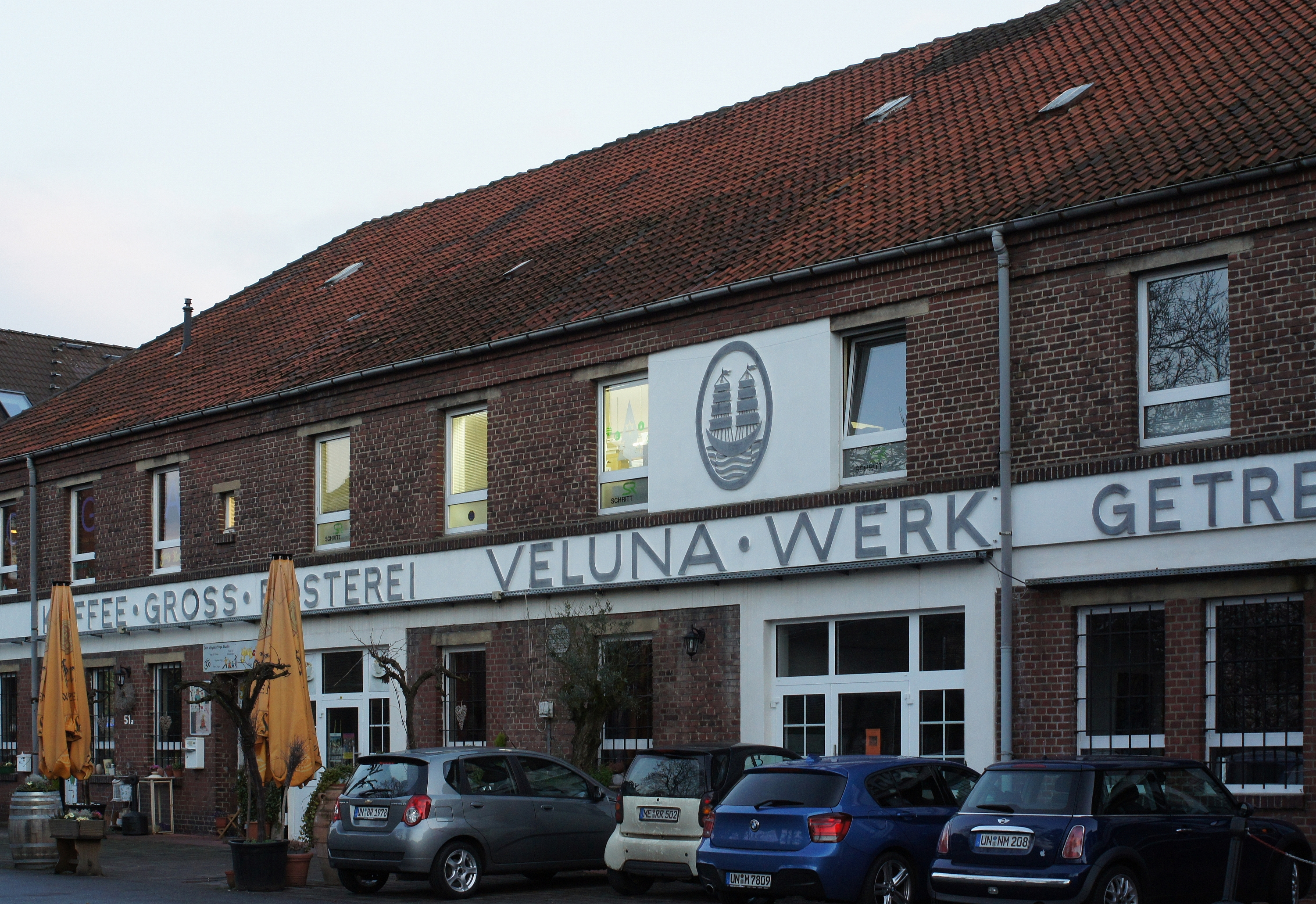
アルテ・カフェーレストライ
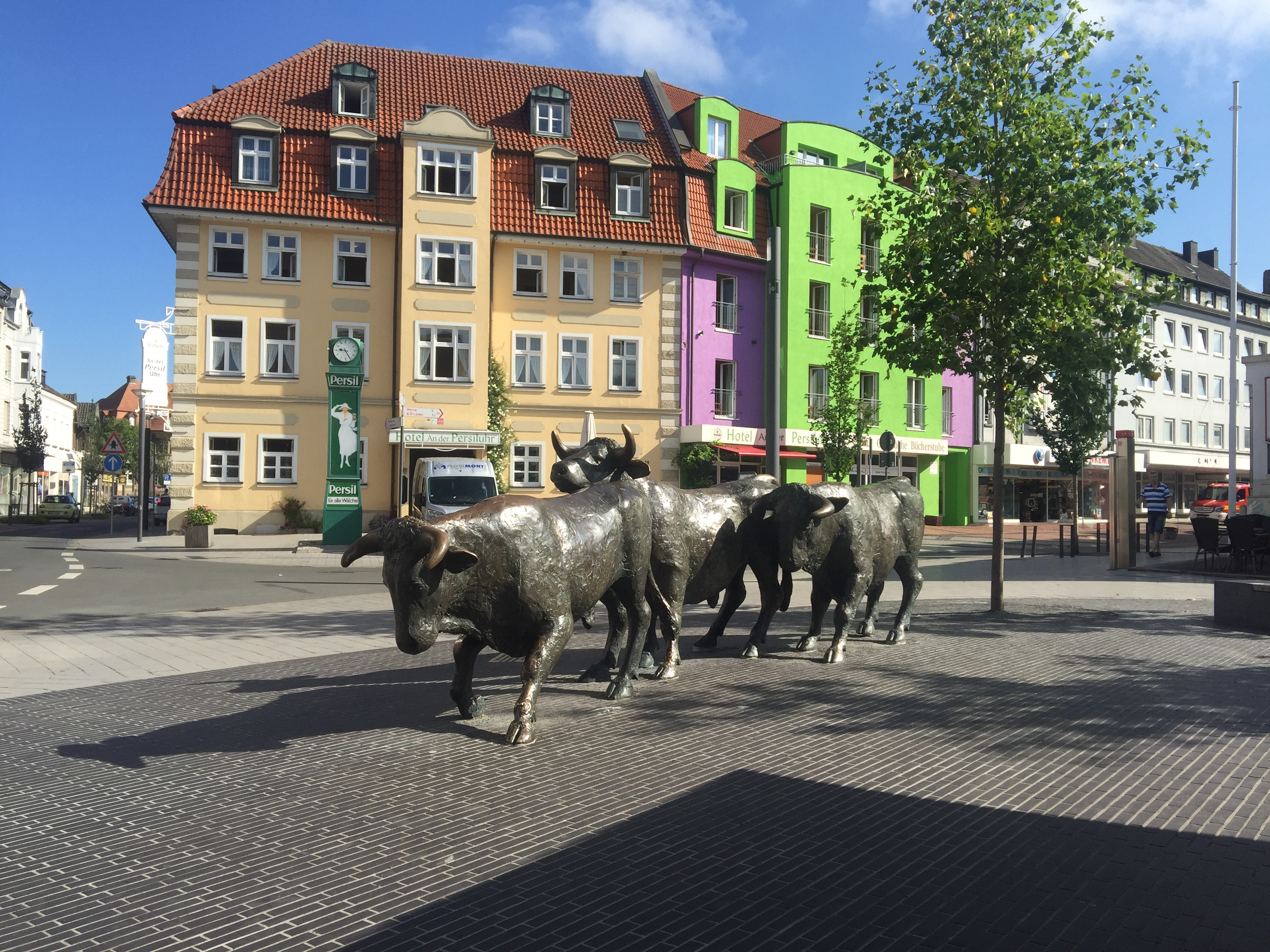
パージルウーア（先頭の牛の奥にある緑色の広告塔）と「牛の群」

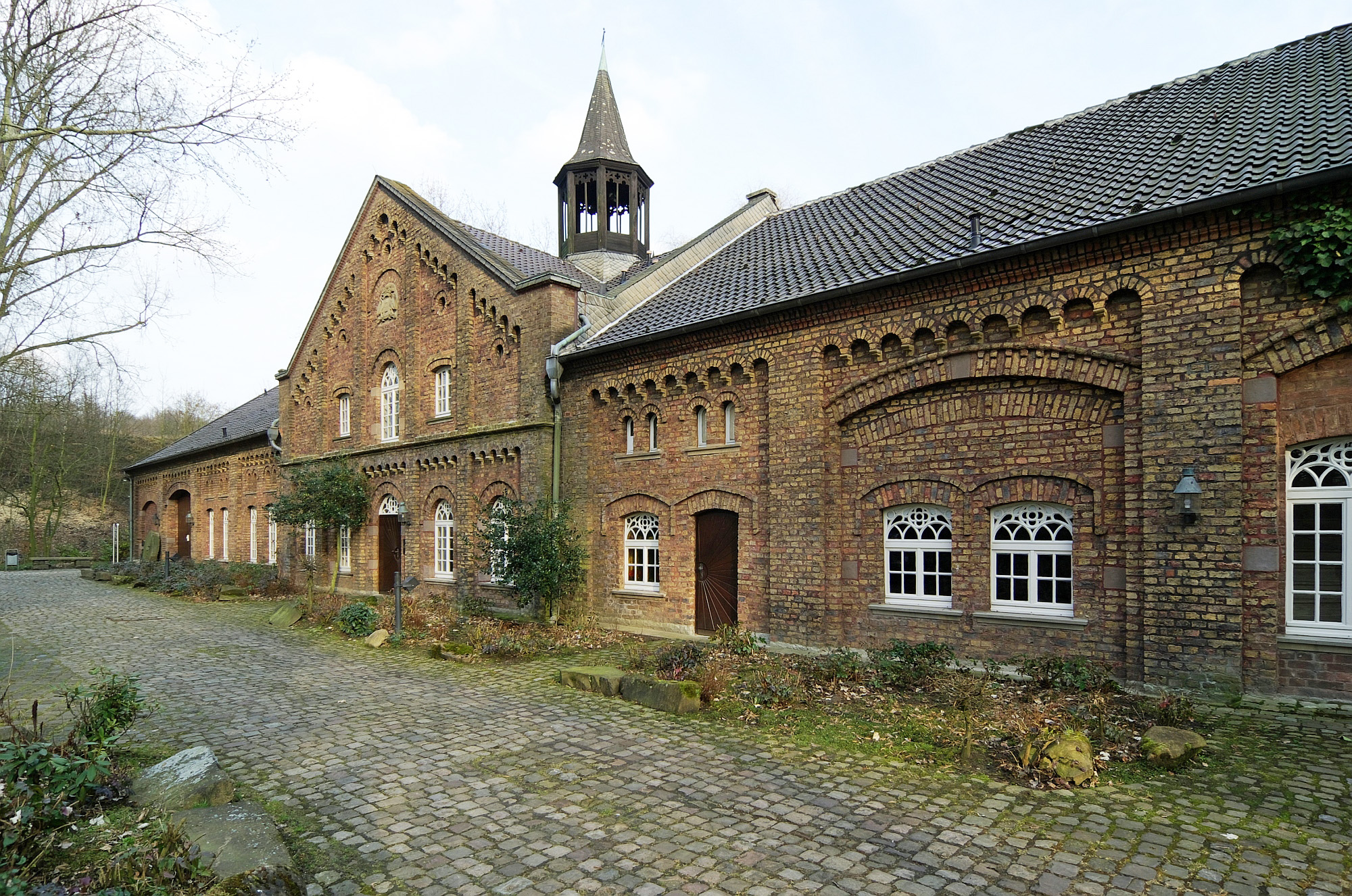
リューネン市立博物館

### 博物館
- シュヴァンスベル城の事務棟にリューネン市立博物館がある。1830年から1930年の生活文化（特に独特な労働者のリビングキッチン、人形・玩具コレクション、炉と鋳鉄、農機具、職人仕事: 靴職人、木靴職人、パン職人、仕立て職人、陶芸職人）を紹介している。この博物館は、「工業文化ルート - 塩泉、蒸気、石炭」の一部である。
- リューネン＝ジュートの坑夫博物館（閉鎖中）
- リューネン＝ブラムバウアーの鉱山労働者・住居博物館

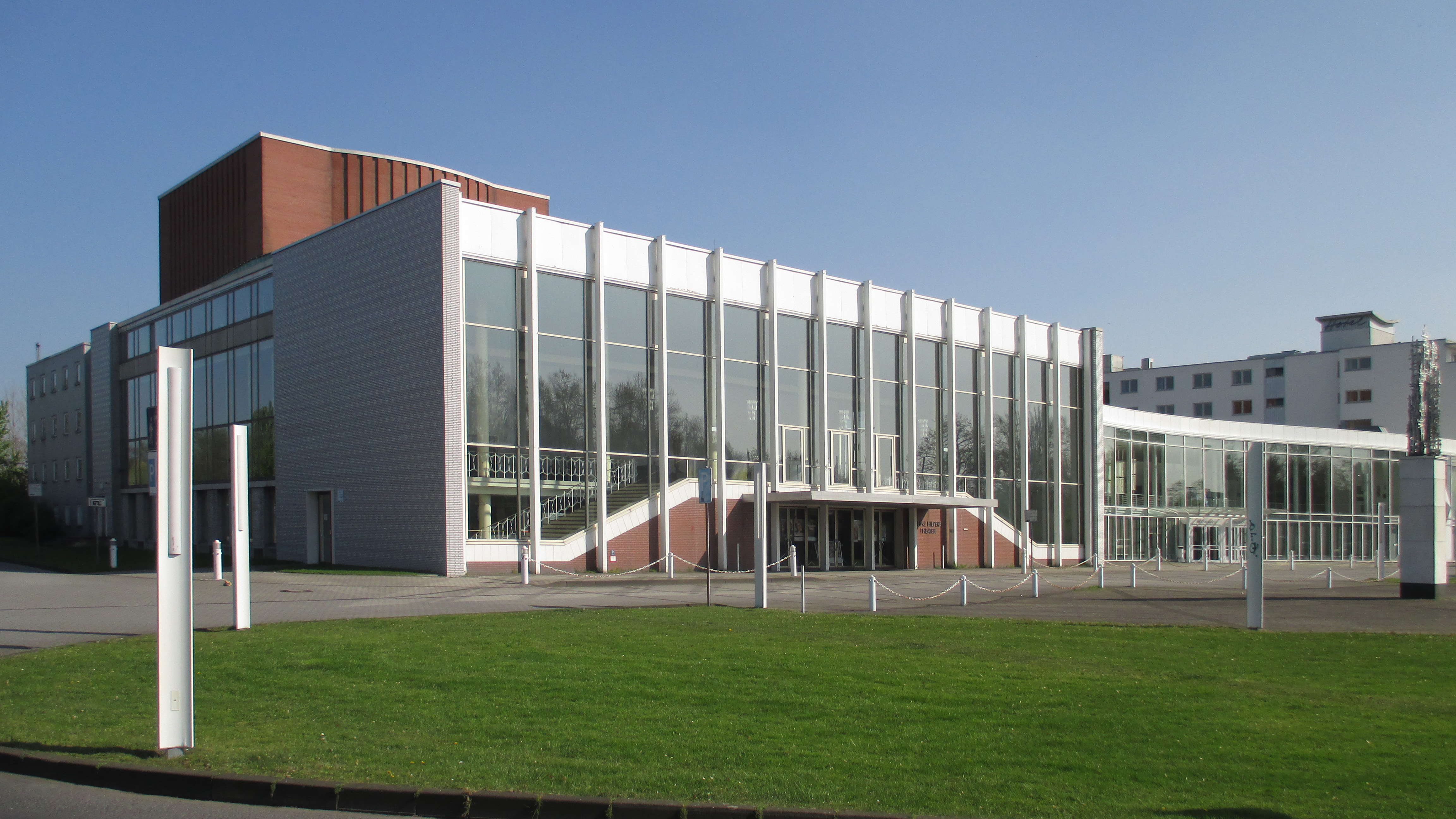
ハインツ＝ヒルパート＝テアター

### 演劇
- ハインツ＝ヒルパート＝テアター: ゲルハルト・グラウプナーの設計に基づき建設された。1956年から1958年に建設された756席のこの劇場は保護文化財に指定されている。隣接するハンザ＝ザールには、ハンザ精神に則り、ヨーロッパ40都市の代表的な現代アートの国際的絵画コレクションである「リューナー・ハンゼトゥーフ」芸術コレクションが展示されている。この劇場は、2018年の欧州文化遺産年に賞賛を受け、Big Beautiful Building賞を受賞した。

### 公園

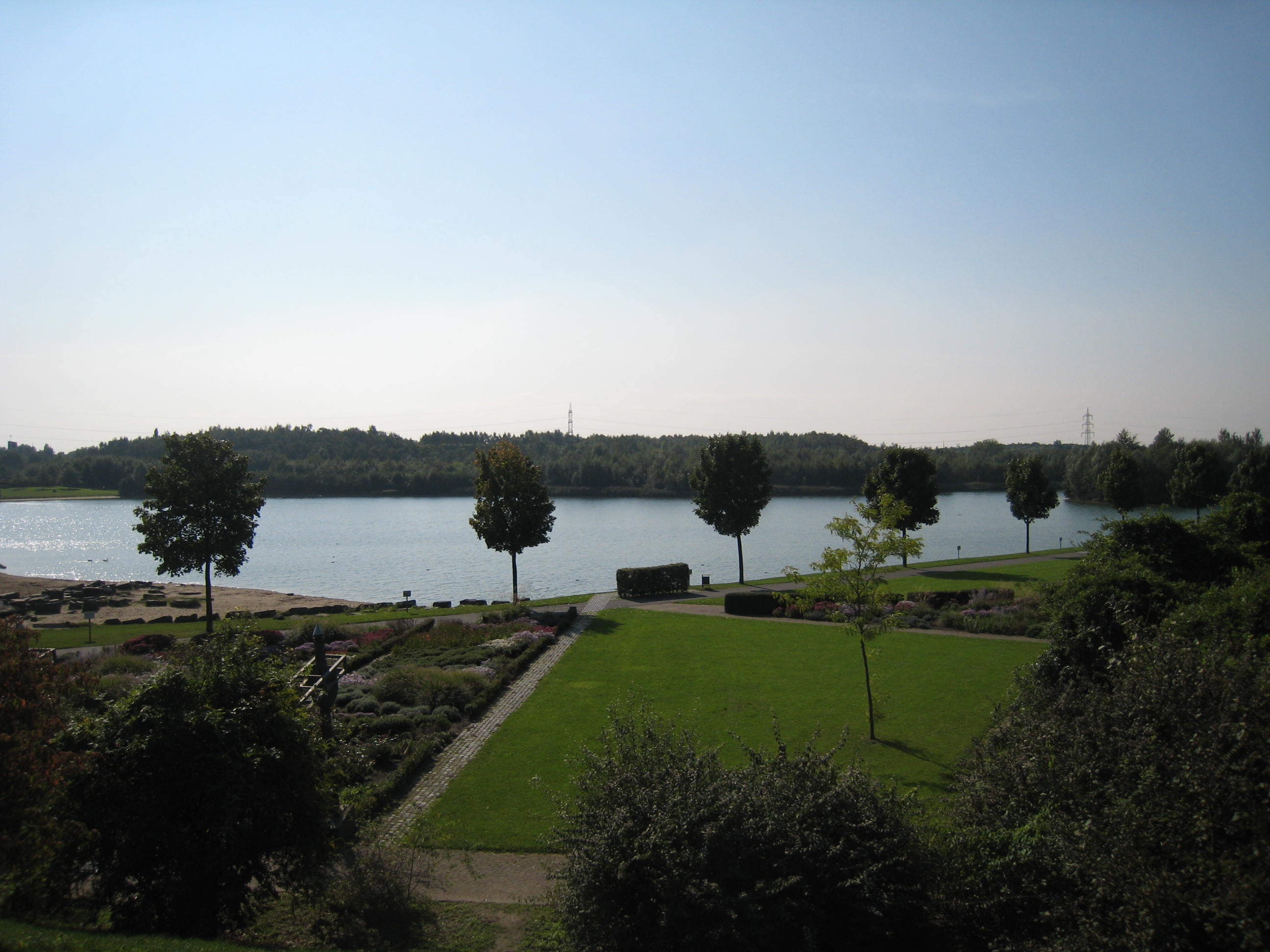
ゼーパルク・リューネンのホルストマール・ゼー

- ゼーパルク・リューネン。ダッテルン＝ハム運河およびホルストマーラー・ゼー（湖）の畔にある。ここでは1996年に州ガーデンショー・リューネン (LaGaLü) が開催された。このガーデンショーのテーマは、庭園の展示よりもむしろ、鉱業活動や開発により失われた風景の再生であった。地方政治における目標はリューネンにおける均一な生活条件にある。すなわち、環境の良くない南部を改善し、鉱山採掘の負荷を受けていない市北部の生活の質に近づけることである。しかし、これは実現されていない。
- リューネン＝ジュート地区のジュートパルク（南公園）
- ブラムバウアー地区のフォルクスパルク（市民公園）
- ラウムバウアー地区の屋外プール前のノルトパルク（北公園）
- リューネン＝ミッテのリッペパルク
- ノルトリューネン地区の屋外プールに近いカッペンベルガー・ゼー・レクリエーション・エリア。近くのカッペンベルク城までは 3 km ほどの距離である。
- 内市街の旧福音主義墓地があるトビアスパルク（ミュンスター通りのリッペ橋近く）
- フォルクスパルク・シュヴァンスベル（シュヴァンスベル市民公園）。フォルクスパルク・シュヴァンスベルはレクリエーション・エリアにあり、シュヴァンスベル城が存在する。公園内にはサッカークラブのリューナー SV の本拠地もある。この市民公園は、南はダッテルン＝ハム運河およびゼーパルク、北はカーメナー通りに接している。

自然・文化愛好者にはリューナー・リッペアウエがある。これは6つの体験ステーションがあるバリアフリーの周回遊歩道である。おおむねリッペ川の蛇行部に沿っており、ローマ時代や旧ヴェストファーレン製鉄所の跡をたどることができる。自然保護区の中を通るこの道の長さは約 17 km である。
リューネンには、リューネン＝ガーメンの2股のナポレオンブーヘをはじめ、51の自然文化財がある。

### 自然保護区とリューナー・リッペアウエ
- ヴェトマールからリューネンまでのリッペアウエ自然保護区は、クルト＝シューマッハー通りの東までである[23]。
- リューネンからホルスト堰までのリッペアウエ自然保護区は、コンラート＝アデナウアー通りの北西に位置する[24]。
- ヴェルシュカンプ自然保護区は中核市区の南西に位置している[25]。
- アルシュテッダー・マルク自然保護区は、一部がリューネンの市域に位置し、北部はゼルム市のボルク地区に含まれる[26]。
- イン・デア・ラーケ自然保護区は、ベッキングハウゼンの南に位置するダッテルン＝ハム運河両岸の湿地複合体である[27]。

### 年中行事
- ハインツ＝ヒルパート＝テアターでのノイエ・フィルハーモニー・ヴェストファーレンの「ニューイヤーコンサート」（1月初め）
- 「リュンシェ・メス」。1980年から開催されている市祭および教会開基祭で、毎年9月の木曜日から第2日曜日まで開催される。
- 「ブルネンフェスティバル」。毎年7月に市庁舎前のヴィリー＝ブラント広場がリッペ川沿いの都市で最大のビアガーデンに変貌する。
- 「ワインフェスト」毎年6月
- 「ヒンメルファールツキルメス」キリスト昇天祭
- 「ジャズ＝ライト」11月の第1週末
- 「国際ネイチャーフォト・フェスティバル」ドイツ動物写真協会 (GDT) 主催
- 「キノフェスト・リューネン」ドイツ映画の映画祭、毎年11月
- 「ファミリーエン＝ドラーヒェンフェスト」10月初め
- 「ブラミ」ブラムバウアー地区の家族祭および商店が開いている日曜日。ブラミ共同体 e.V. 主催、年に2回
- 「カーニバルのパレード」リューネン＝ジュート地区
- 「オクトーバーフェスト」リューネン＝ジュート地区の街道・市民祭。「リュンシュ・メス」後の週
- 「デア・ニコラウス・コムト」と「ファッケルシュヴィンメン」12月にミッテのリッペ川で行われる。
- 「ロック・イム・ロッホ」9月初めにかつての州ガーデンショー (LaGaLü) の敷地で開催される。
- 「リューナー・ハンゼラウフ」（直訳: リューネンのハンザ・レース）ブラムバウアー地区で9月末に開催される。
- 「オプスト・マルクトターク」（直訳: 果実と市場の日）毎年10月。ニーダーアーデン地区のホーフ・ギーゼブレヒトに3,000人から4,000人が訪れる。
- 「シニア・スポーツ祭 - フィット＆アクティーフ・イム・アルター」高齢者と障害者が交互に行う祭り、屋外イベント。シュヴァンスベル・スポーツ施設。
- 「ジルヴェスターラウフ・フュア・イェーダーマン」（直訳: みんなの大晦日レース）シュヴァンスベル競技場

### リューネン文化賞
リューネン市は2005年から、リューネン生まれ、リューネン在住、または市にとって国際的あるいは学問上重要な業績を挙げた「音楽、造形芸術、建築、文学、写真、映画分野の」芸術家に、副賞2500ユーロのリューネン市文化賞を授与している。2017年にはリューネン市のために優れた才能を発揮した者に対して授与される副賞500ユーロのリューネン市文化奨励賞も設けられた。

## 経済と社会資本

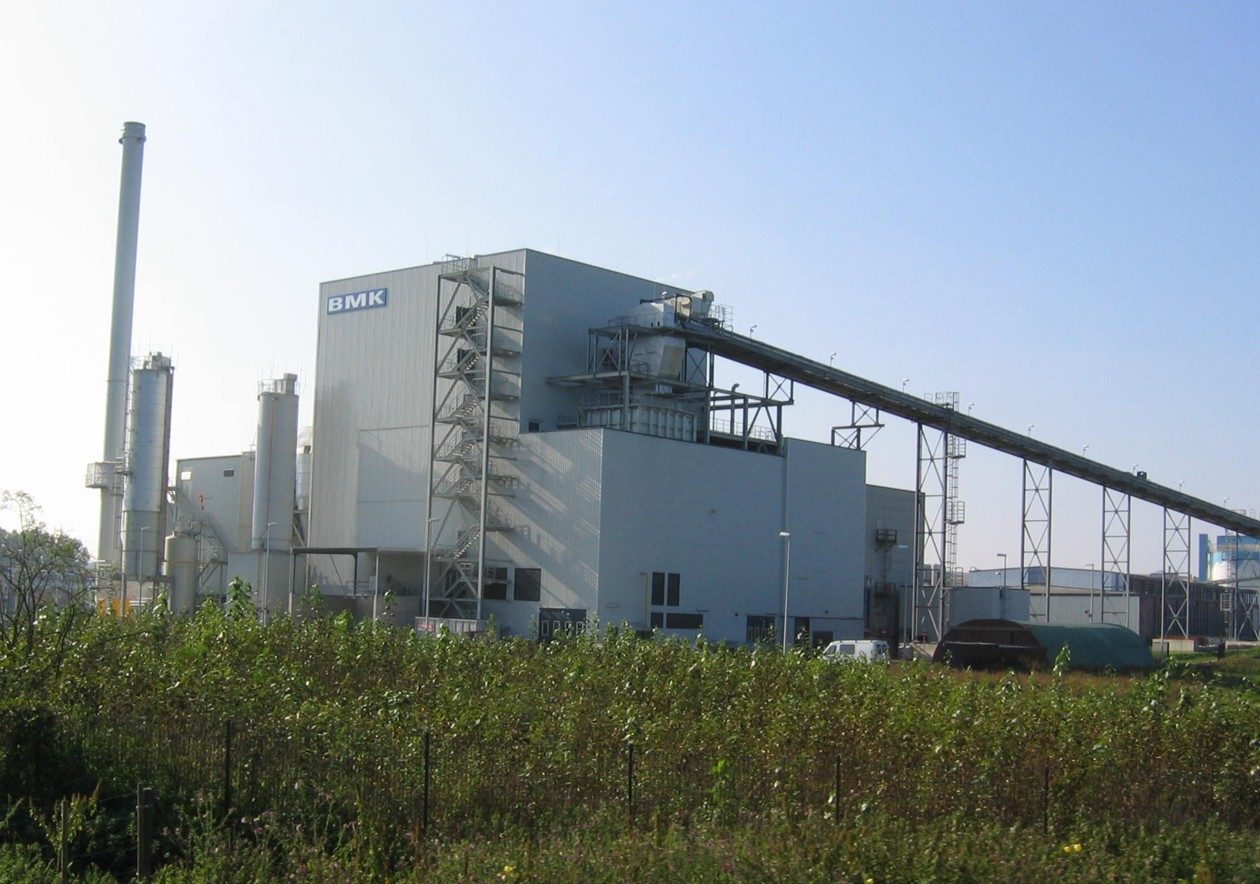
リューネン・バイオマス発電所

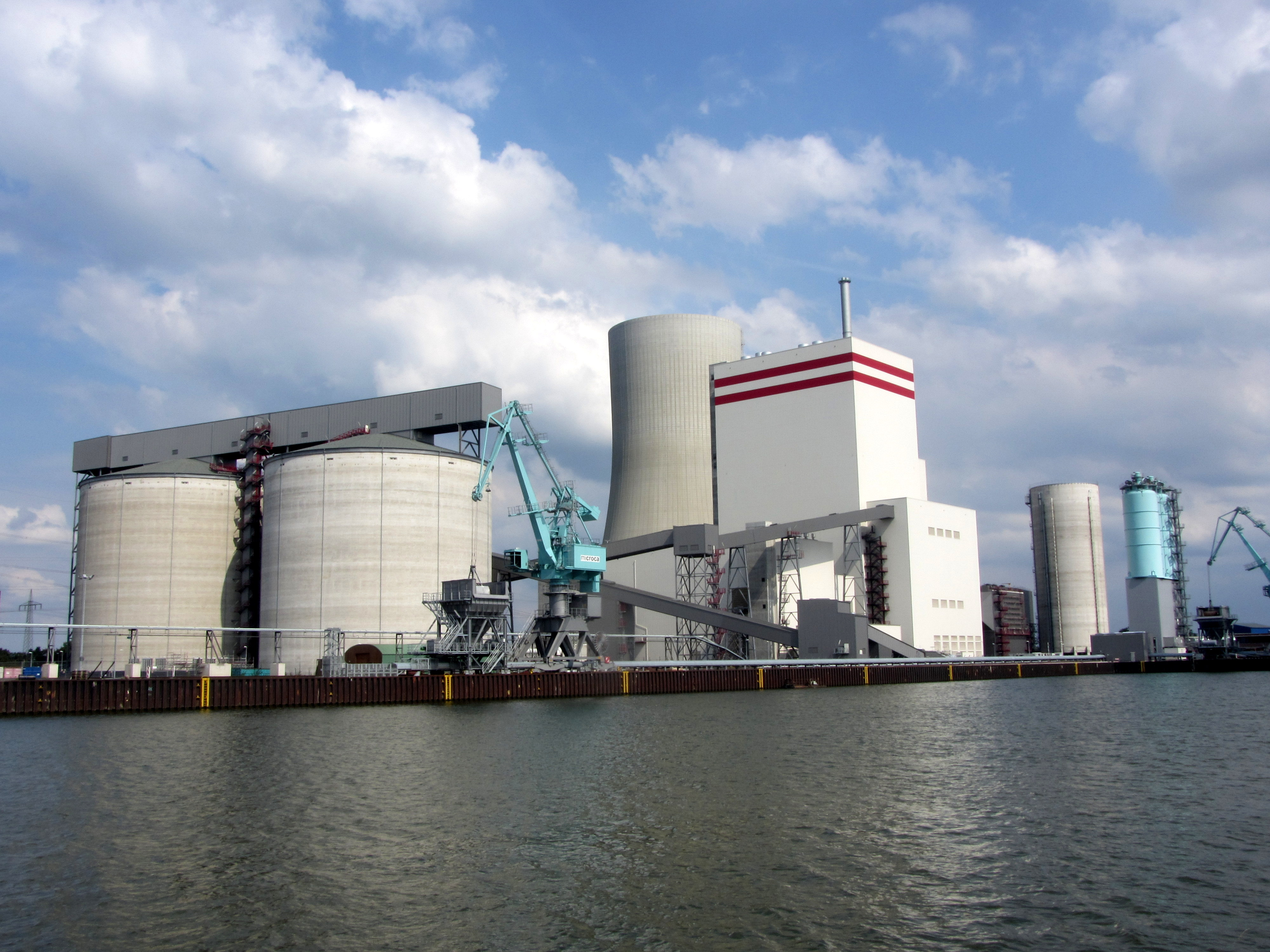
リューネン＝シュトゥムハーフェン発電所

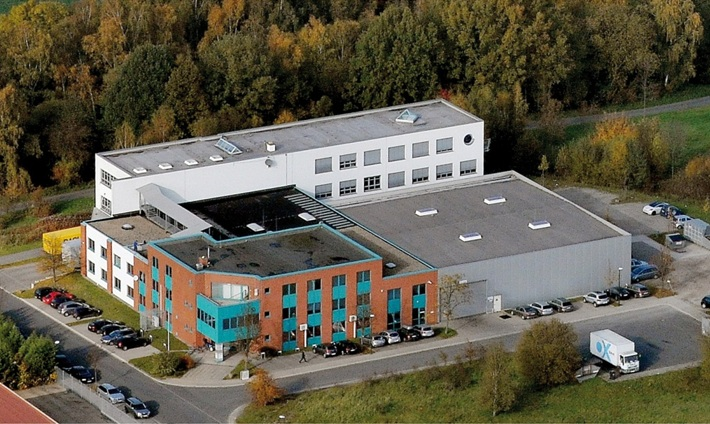
タロックス本社

### 経済
リューネンはかつて炭鉱の街であった。リューネンの重要な経済分野と会社を以下に列記する。
- パン製造業者: カネ
- エネルギー供給: リューネン・バイオマス発電所、リューネン＝シュトゥンムハーフェン発電所
- ゴミ処理とリサイクル: バイオマス発電所を有するレモンディス（旧レトマン/リッペヴェルク）
- ガラス製造: Ardagh グラス・ジャーマニー GmbH
- 銅リサイクル: アウルビス（旧ヒュッテンヴェルク・カイザー、創業1916年）は第二次世界大戦中に鋳つぶされる予定であった2,000個の鐘が置かれていた敷地（鐘の墓場）にある。
- ソフトウェア開発: アイテミスAG、ブロックハウスAG
- 輸送・倉庫: シュタットハーフェン・リューネン GmbH
- 娯楽用電子機器: ドリーム・マルチメディア GmbH
- 金融経済: アン・デア・リッペ貯蓄銀行（リューネンとゼルムの広域連合貯蓄銀行であったリューネン貯蓄銀行とヴェルネ貯蓄銀行が2016年1月1日に統合されて発足した）
- ケータリング: シュトルツェンホフ＝ケータリング
- 医療・健康: リューネンの聖マリエン＝ホスピタル、ブラムバウアーのクリニーク・アム・パルク・リューネン
- 保険: SIBA、ジッヒャールンゲンバウ
- 電子部品: EBG、エレクトロ＝バウエレメンテ
- 人＝ロボット＝コラボレーション: ユング社
- IT-テクノロジー: タロックス

最も古い企業は、1690年に医師で薬剤師のヨハン・フィリップ・マウルが内市街で創業したアドラー薬局で、20世紀の初めまでリューネンで唯一の薬局であった。
第二次世界大戦後、グレーヴェ & シュルテ＝デルネ社は、特に身体障害者用のバリアフリーの乗り物を製造した。
昔の炭鉱は、レクリエーションエリア（1996年州ガーデンショー会場）や商工業や技術、学術のためのエリア（ミニスター・アーヒェンバッハ IV、コラーニ＝アイを含むアーヒェンバッハ I/II）となっている。

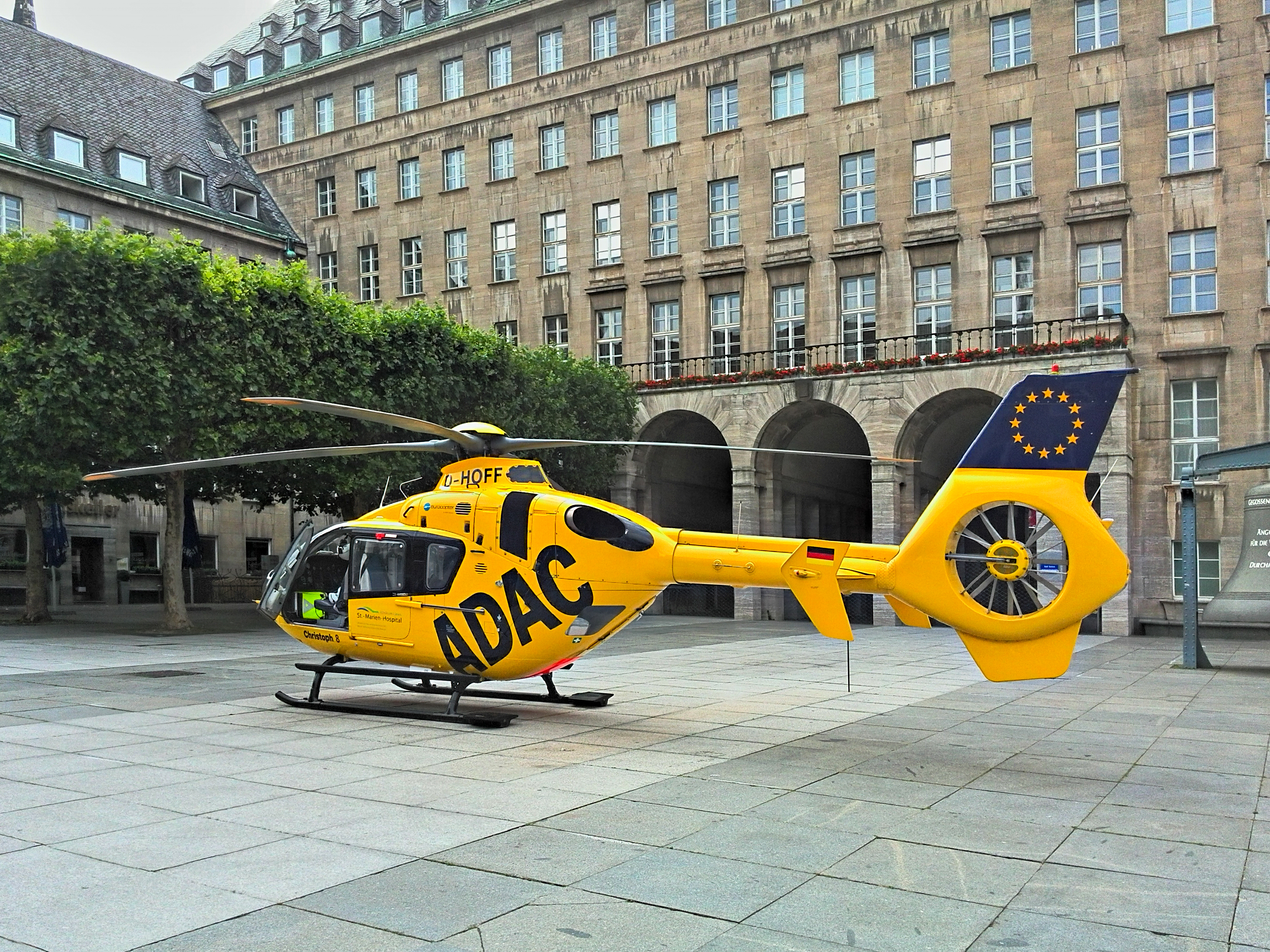
救急ヘリコプター「クリストフ 8」

リューネン最大の雇用主の1つがリューネン聖マリエン＝ホスピタルで、約1500人が働いている。その病院敷地内には、救急ヘリコプター「クリストフ 8」が配備されている。
2013年にノルトライン＝ヴェストファーレン州政府は、2020年までにかつてのヴィクトリア炭鉱 I/IIの跡地に司法精神医学の病院を建設することを決議した。市はこれに対して強く反対し、2015年に訴訟を起こした。ここには150人分の職場（このうち105人は介護職）ができる予定であった。ゲルゼンキルヒェン行政裁判所は、2017年3月28日に市の訴えを却下した。建設工事は2026年に完成の予定である。
2017年の平均可処分所得は住民1人あたり18,251ユーロであった。この年のノルトライン＝ヴェストファーレン州の平均可処分所得は22,263ユーロであった。この街の値は州内の396市町村中384位にあたる。
また、2018年のリューネンの住民1人あたりの債務は4,536ユーロで、ノルトライン＝ヴェストファーレン州で33番目に高い（2018年現在）。

### 公共機関

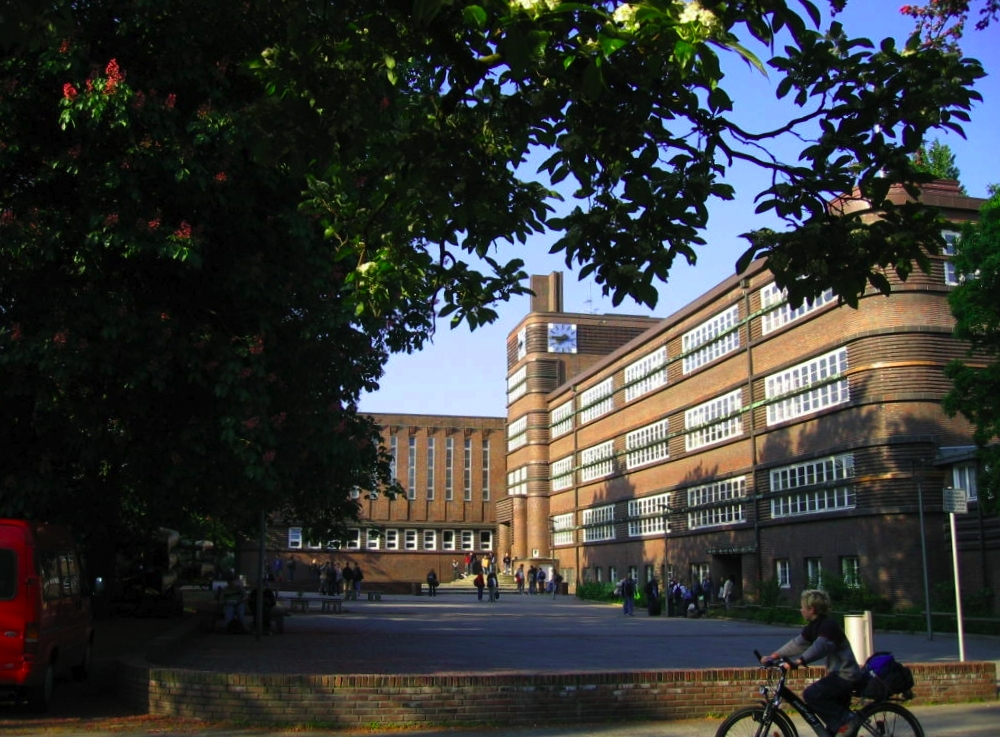
フライヘル＝フォム＝シュタイン＝ギムナジウム

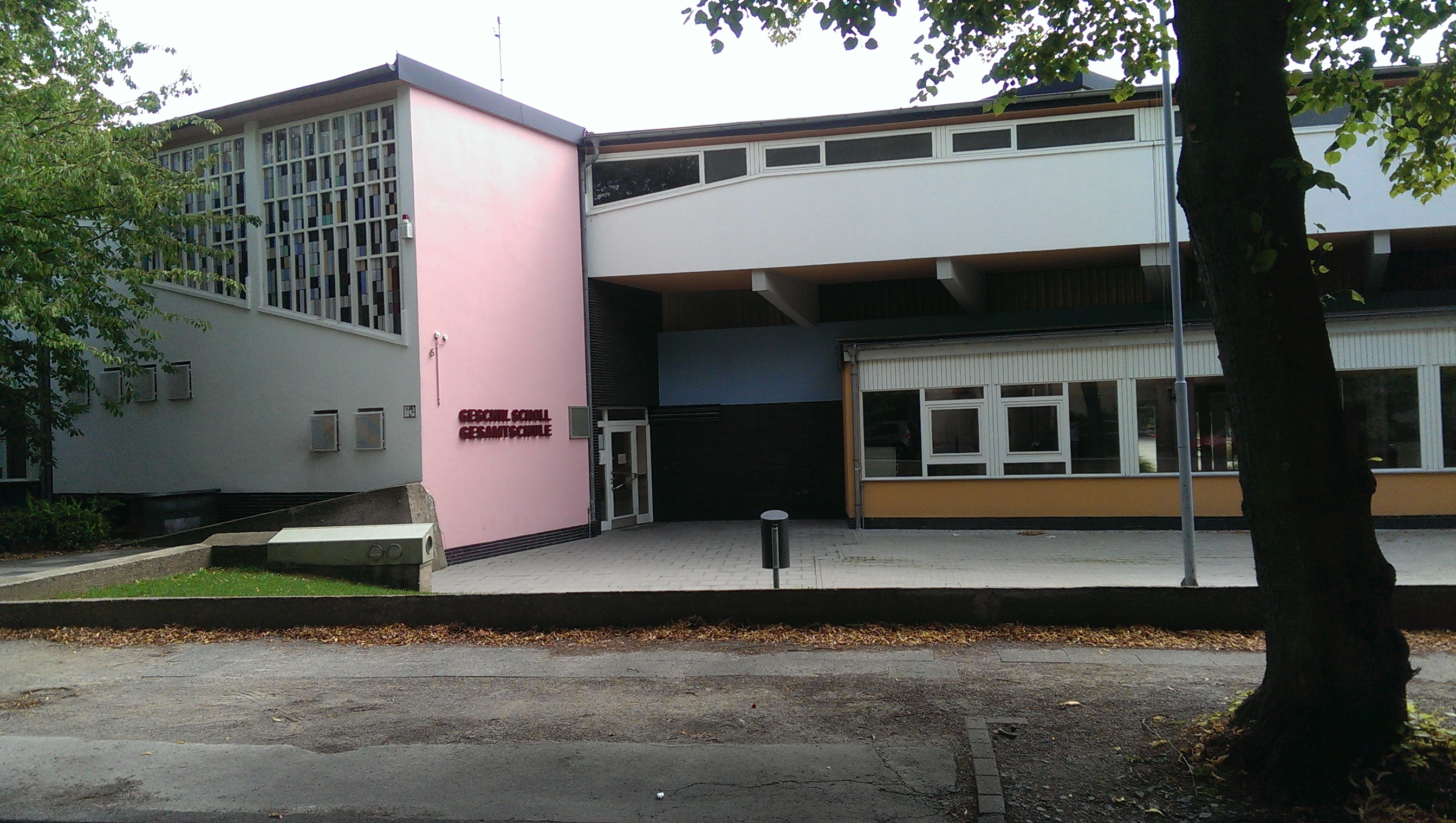
ゲシュヴィスター＝ショル総合学校

#### 学校
- 基礎課程学校
  - アルシュテッデのシューレ・アム・ハイケンベルク
  - ブラムバウアーのエリーザベトシューレ
  - ブラムバウアーのシューレ・アウフ・デム・ケルム
  - ブラムバウアーのヴィテキントシューレ
  - ホルストマールのリューザーバッハ基礎課程学校、ニーダーアーデンに分校舎を有している。
  - オスターフェルトのレオシューレ
  - オスターフェルトのオスターフェルトシューレ
  - リューネン＝ノルトのヴィクトリアシューレ
  - リューネン＝ジュートのオーヴァーベルクシューレ、ガーメンに分校舎を有している（旧ヴィンケシューレ）
  - ノルトリューネンのカルディナル＝フォン＝ガーレン＝シューレ
  - ヴェトマールのゴットフリートシューレ
  - ヴェトマールのマティアス＝クラディウス＝シューレ
- ギムナジウム
  - リューネン＝ミッテのフライヘル＝フォム＝シュタイン＝ギムナジウム
  - ノルトリューネンのギムナジウム・アルトリューネン、ハーラルト・ダイルマンの建築
- 実科学校
  - ノルトリューネンのアルトリューネン実科学校
  - ホルストマールのルートヴィヒ＝ウーラント実科学校
  - 市立実科学校ブラムバウアー
- 総合学校
  - リューネン＝ミッテのゲシュヴィスター＝ショル総合学校、ハンス・シャロウンの建築
  - リューネン＝ジュートのケーテ＝コルヴィッツ総合学校
- 本課程学校
  - オスターフェルトのハインリヒ＝ブスマン＝シューレ
  - ブラムバウアーのプロフィルシューレ（旧アーヒェンバッハシューレ）
- 養護学校
  - リューネン＝ミッテの養護センター・ノルト（重点は学習および情動的・社会的発達）
- 職業学校
  - リューネン＝ミッテのリッペ職業補習高等専門学校リューネン
  - TÜV-ノルト・コレーゲ、ブラムバウアーのリューネン教育センターにある。

この他に、リューネンには市民大学と市立音楽学校がある。

#### 屋内プール
2011年9月半ばに、リッペ・バートは3年間の計画・工事段階を終え、ヨーロッパ最初のパッシブハウス＝屋内プールとしてその扉を開いた。その代償に、同じ年にリューネンの4つの室内プールが閉鎖され、一部は取り壊され、資産価値のある不動産は売却された。リッペ・バートは2012年6月5日から6日の「環境週間」に未来志向のプロジェクトして、ベルリンのベルヴュー宮殿の庭園で紹介された。

### 交通
リューネンは、ダッテルン＝ハム運河およびアウトバーン A2号線（オーバーハウゼン - ハノーファー - ベルリン）によって全国的な交通網に接続している。最寄りの空港はドルトムント空港およびミュンスター・オスナブリュック国際空港である。

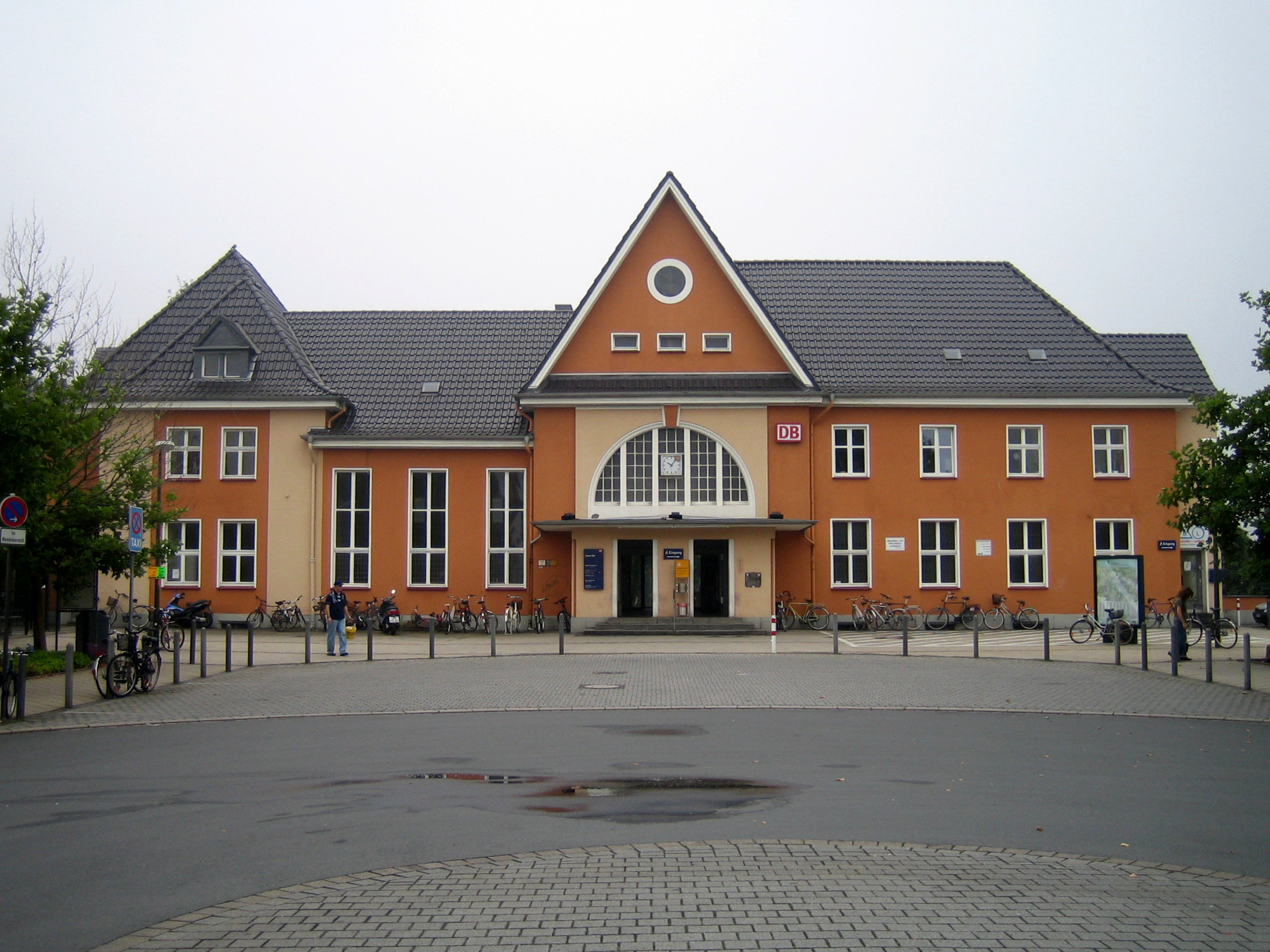
リューネン駅

鉄道ドルトムント - リューネン＝プロイセン - ミュンスター線（リューネンからミュンスターまでは単線、「デア・リューナー」）およびドルトムント - エンスヘデ（オランダ）（「ヴェストミュンスターラント＝バーン」）が市内を通っている。市の中心部に近いリューネン中央駅とホルストマールのプロイセン駅にレギオナルバーンの RB 50「デア・リューナー」（2009年12月までは「デア・リューネナー」）と RB 51「ヴェストミュンスターラント＝バーン」が停車する。RB 50 はドルトムントとミュンスターとの間を1時間間隔で運行している。この列車は私営の鉄道会社オイロバーンによって運行されている。RB 51 は30分間隔でドルトムントとリューネン、1時間間隔でドルトムントとエンスヘデとを結んでいる。この列車は2011年12月まではプリングニッツァー鉄道 GmbH が、それ以後は DBレギオ AG、レギオン NRW が運行している。長距離列車はリューネンに停車しない。この他に貨物列車だけが運行するハム - オスターフェルト線が運行している（ハム - オーバーハウゼン）。この路線には廃止になったリューネン・ジュート駅（リューネン南駅）があった。
リューネンを以下の連邦道 (B) および州道 (L) が通っている。
- B54号線は、グローナウ（ドイツ語版、英語版）近郊のオランダとの国境を起点として、ミュンスター、アッシェンベルクのヘルベルン地区、ヴェルネを経由してリューネンに至る。ここから約 5 km の間 B236号線との共通区間を通った後、ドルトムント、ジーゲン、リムブルク・アン・デア・ラーンを経由してヴィースバーデンに向かう。
- B236号線は、オルフェンで B235号線から分岐する。ゼルム、リューネンを通り、約 5 km の間 B54号線との共通区間を通った後、ドルトムントを経由して終点のヘッセン州ミュンヒハウゼンに向かう。
- L551号線は、オーバーハウゼンのオスターフェルト地区を起点とする。おおむね西から東にボトロプ、グラトベック（ドイツ語版、英語版）、ゲルゼンキルヒェン、レックリングハウゼン、ダッテルン（ドイツ語版、英語版）の南、ヴァルトロプ（ドイツ語版、英語版）、ブラムバウアーを経由してドルトムントのブレヒテン市区で B54号線に合流する。
- L556号線は、B54号線（クルト＝シューマッハー通り、ヴィクトリア通り、カーメナー通りの交差点）を起点とする。南に向かってリューネン＝ジュート、ドルトムント＝アセルンを通ってアプラーベックで B234号線に合流する。
- L654号線はエッセンのシュテーレ市区を起点とする。ドルトムント＝メンゲーデからリューネン市内に入り、ブラムバウアーを西から東に横断する。ダッテルン＝ハム運河のすぐ南でB54号線に合流して、一緒になってクルト＝シューマッハー通りとして運河を渡り、そこからカーメンを経由してハム＝ペルクムに至る。
- L684号線は、L556号線のリンデン広場を起点とする。この道路は南に向かい、ガーメンを通って直接ドルトムント中心部に入る。この区間は、かつては B236号線であった。
- L736号線はリューネン中心部の東、L654号線を起点とする。この道路はベルクカーメンのハイル市区およびリュンテ市区を通ってハムに向かう。
- L810号線は、リューディングハウゼンのエルメン農場付近でL835号線から分岐する。この道路は、ノルトキルヒェン、ジュートキルヒェンを経由してゼルムのカッペンベルク地区を通る。最後はリューネン＝ノルトでB235号線に合流する。
- L821号線は、ベルクカーメンのハイル市区を起点とする。この道路は主に北から南に延びており、オーバーアーデン、カーメンのメトラー、ウナのマッセン市区およびホルツヴィッケーデ市区を経由してドルトムントのアプラーベックを過ぎてB236号線に合流する。この道路はニーダーアーデン地区の数百メートルの間リューネンの市域を通るだけである。

リューネンの道路の大部分は建て込んだ地域を通っており、最高速度は 30 km/h に制限されている。連邦道も例外ではない。
市域内には市バスが通っており、中央駅前の中央乗り合いバスステーション (ZOB) および歩行者専用区域内の「パージルウーア」バス停といくつかの地区とを結んでいる。2本の高速バス路線はリューネンからヴェルネ経由ハム行き (S10) とベルクカーメン経由ヘリンゲン行き (S20) である。ほぼ全てのバス路線がウナ郡交通協会によって運営されている。さらにブラムバウアーには、ドルトムント市施設局のシュタットバーン U41 ヘルデ（クラーレンベルク）行きおよびドルトムント市施設局のバス路線メンゲーデ行き(474号線)、ヴェスティシャー・シュトラーセンバーネンのバス路線ヴァルトロプ行き（284号線）が運行している。

### スポーツ

#### サッカー
1945年に設立されたリューナー SV は、2015/16年シーズンにランデスリーガ・ヴェストファーレン（7番目のリーグ）からヴェストファーレンリーガ（6番目のリーグ）に昇格した。このクラブの全盛期は1960年代から70年代で、当時2番目のリーグであったレギオナルリーガに参加し、1963年にヴェストファーレン選手権優勝、その後西ドイツ選手権でも優勝した。リューナー SV は、内市街南東部のシュヴァンスベル城に隣接するシュヴァンスベル競技場（約1万席）でホームゲームを開催している。
リューネンで2番目に有名なサッカークラブがブラムバウアー地区のBV ブラムバウアーである。このクラブは1962年にヴェストファーレン選手権で準優勝した。BV ブラムバウアーは、2007年に FC ブラムバウアー 45 と統合され、BV ブラムバウアー＝リューネンとなった。このクラブは「グリュックアウフ＝アレーナ」（約3,500席）でホームゲームを行っている。

#### 水球
水球クラブの SV ブラムバウアー 50 e.V. は2009年までブンデスリーガ1部に参加していた。このクラブは2010年に西ドイツ選手権で優勝した。しかし、このチームは昇格を辞退した。

#### 卓球
SG アラ・リューネンの卓球部門の男子チームは1988/89年シーズンにブンデスリーガ2部に参加した。

#### ビリヤード
1. PBC リューネン 78/09 の前身の1つである 1. PBC ブラムバウアーは、長年にわたってプールビリヤードのブンデスクラブ1部に所属し、1999年にはドイツ8-ボール杯で優勝した。

#### テニス
TV アルトリューネン 1956 e.V. は2006年までに「国際プフィングスト杯大会」に50回出場している。この優れた大会は、近年女子限定の大会として開催されている。

### トリビア
リューネンを題材にした歌「Der Lüner Wind」（直訳: リューネンの風)
がある。リューネンのエリーとフェルディナントのヴェーゲリヒ夫妻が詞を書いた。第4連のリフレインは「風、風、風、リューネンの風、それは私たちが遠く離れても吹いている」と詠っている。この曲は1981年にはすでにリューネンのポートレート＝レコードに収録されている。

## 人物

### 出身者
- ゴットフリート・ベルトホルト（ドイツ語版）（1854年 -　1937年）植物学者
- エルンスト・ヴァルトシュミット（ドイツ語版、英語版）（1897年 -　1985年）サンスクリット語学者、インド学者
- テオ・クライネ（ドイツ語版、英語版）（1924年 -　2014年）カヌー競技選手。1956年メルボルンオリンピックに参加し、銀メダルを獲得した。
- ティモ・コニーツカ（ドイツ語版、英語版）（1938年 -　2012年）サッカー選手、指導者
- ミヒャエル・メンドル（1944年 -　）俳優
- イェンス・ボイテル（ドイツ語版、英語版）（1946年 -　2019年）政治家。マインツ市上級市長
- エッカート・トール（1948年 - ）カナダ在住の作家
- カール＝ハインツ・グラニツァ（ドイツ語版、英語版）（1951年 -　）サッカー選手
- リューディガー・ザーゲル（ドイツ語版、英語版）（1955年 -　）政治家
- アンドレアス・ティール（ドイツ語版、英語版）（1960年 -　）ハンドボール選手
- マックス・ラーベ（ドイツ語版、英語版）（1962年 -　）ジャズ歌手,
- ヴォルフガング・ヴェントラント（ドイツ語版、英語版）（1962年 -　）音楽家、映画制作者、俳優、政治家、風刺家
- ビョルン・ヘッケ（1972年 -　）AfDの政治家
- ローラーガール（ドイツ語版、英語版）（1975年 -　）歌手（本名: ニコレ・ザフト）
- マルクス・ブルツェンスカ（ドイツ語版、英語版）（1984年 - ）サッカー選手
- ユリア・リッター（ドイツ語版、英語版）（1988年 - ）陸上競技（砲丸投、円盤投）選手

### ゆかりの人物
- マックス・ジモン（ドイツ語版、英語版）（1899年 - 1961年）軍人。親衛隊中将、武装親衛隊中将。リューネンで亡くなった。
- ヒルマー・ホフマン（ドイツ語版、英語版）（1925年 -　2018年）政治家。リューネンのギムナジウムで学んだ。
- ヴォルフラム・ヴットケ（ドイツ語版、英語版）（1961年 -　2015年）サッカー選手。リューネンで亡くなった。

## 関連図書
- Andreas Abels (2013). Tourenbuch Lünen – Zehn Rundwege durch die Lippestadt. Berlin: epubli-Verlag. ISBN 978-3-8442-5885-1
- Wolfgang Balzer (1993). Spuren – Steine – Denkmäler: Zeugnisse der Geschichte im Raum Lünen. Lünen: Ikon-Verlag. ISBN 978-3-927393-04-2
- Wolfgang Bockhorst; Fredy Niklowitz (1991). Urkundenbuch der Stadt Lünen bis 1341. Lünen
- Diedrich Hermann Bremer (1920). Chronik der Stadt Lünen. Lünen: Neu hrsg. v. H. Gerdsmann
- Conrad Contzen; Hermann Nüdling; Günther Goldstein; Gerd Hesper (1980). Neun-mal Lünen – Bilder einer Stadt. Lünen: Druckerei und Verlag Bongers
- Georg Gerlich (1650頃). Chronik der Stadt Lünen
- Günther Goldstein (2005). Lünen und seine Stadtteile. Gudensberg-Gleichen: Wartberg-Verlag. ISBN 978-3-8313-1499-7
- Günther Goldstein (2003). Aus alter Arbeitszeit in Lünen. Gudensberg-Gleichen: Wartberg-Verlag. ISBN 978-3-8313-1009-8
- Günther Goldstein (2002). Lünen – Gestern und Heute. Gudensberg-Gleichen: Wartberg-Verlag. ISBN 978-3-8313-1023-4
- Günther Goldstein (2005). Lünen – Fotografien von gestern und Heute, Band 2. Gudensberg-Gleichen: Wartberg-Verlag. ISBN 978-3-8313-1499-7
- Guido Heinzmann (2006). Gemeinschaft und Identität spätmittelalterlicher Kleinstädte Westfalens – Eine mentalitätsgeschichtliche Untersuchung der Städte Dorsten, Haltern, Hamm, Lünen, Recklinghausen und Werne. Norderstedt: Books on Demand. ISBN 978-3-8334-4634-4
- Wilfried Hess; Wingolf Lehnemann (1991). Lünen (= Westfälische Kunststätten, Heft 60). Münster
- Josef Lappe (1909). Die Sondergemeinden der Stadt Lünen: Zur Geschichte der deutschen Stadtverfassung. Dortmund
- Wingolf Lehnemann (1992). Datenchronik der Stadt Lünen. Lünen
- Wingolf Lehnemann; Adolf Reiß (1992). Kleine Geschichte der Stadt Lünen. Lünen
- Wingolf Lehnemann (2005). Lünen – Grenzen in der Stadt (= Informationen aus dem Museum, Nr. 30). Lünen
- Peter Löffler. Lünen – Bilder und Geschichten. Lünen: Druckerei und Verlag Bongers
- Fr. Nigge (1914). Bilder aus Lünens vergangenen Tagen. Münster
- Fredy Niklowitz; Wilfried Heß (1995). Lünen 1918–1966: Beiträge zur Stadtgeschichte. Lünen
- F. Sehrbrock (1894). Altes und Neues aus Lünen und Altlünen. Frankfurt/Main
- Aloys Siegeroth (1964). Die Geschichte der Gemeinde Altlünen. Altlünen
- Georg Spormecker (1962). Chronik der Stadt Lünen. Lünen
- Emil Stränger (1930). Das neue Lünen. Dt. Architektur-Bücherei
- Hermann Wember (1968). Lünen – Kultur- und Wirtschaftschronik. München: Kunstverlag J. Bühn

### 訳註
1. ↑  ドイツ語: Dielenhaus: ドイツ北部で見られる家屋の建築様式で、大きな入り口扉を備えた広い土間を持つ建物。Diele = 玄関フロアで、北部では特に土間を意味する。